# Lista gatunków z rodzaju figowiec
Lista gatunków z rodzaju figowiec Ficus – lista gatunków rodzaju roślin należącego do rodziny morwowatych (Moraceae Link). Według The Plant List w obrębie tego rodzaju rozróżniono 841 gatunków, natomiast kolejnych 312 taksonów ma status gatunków niepewnych.

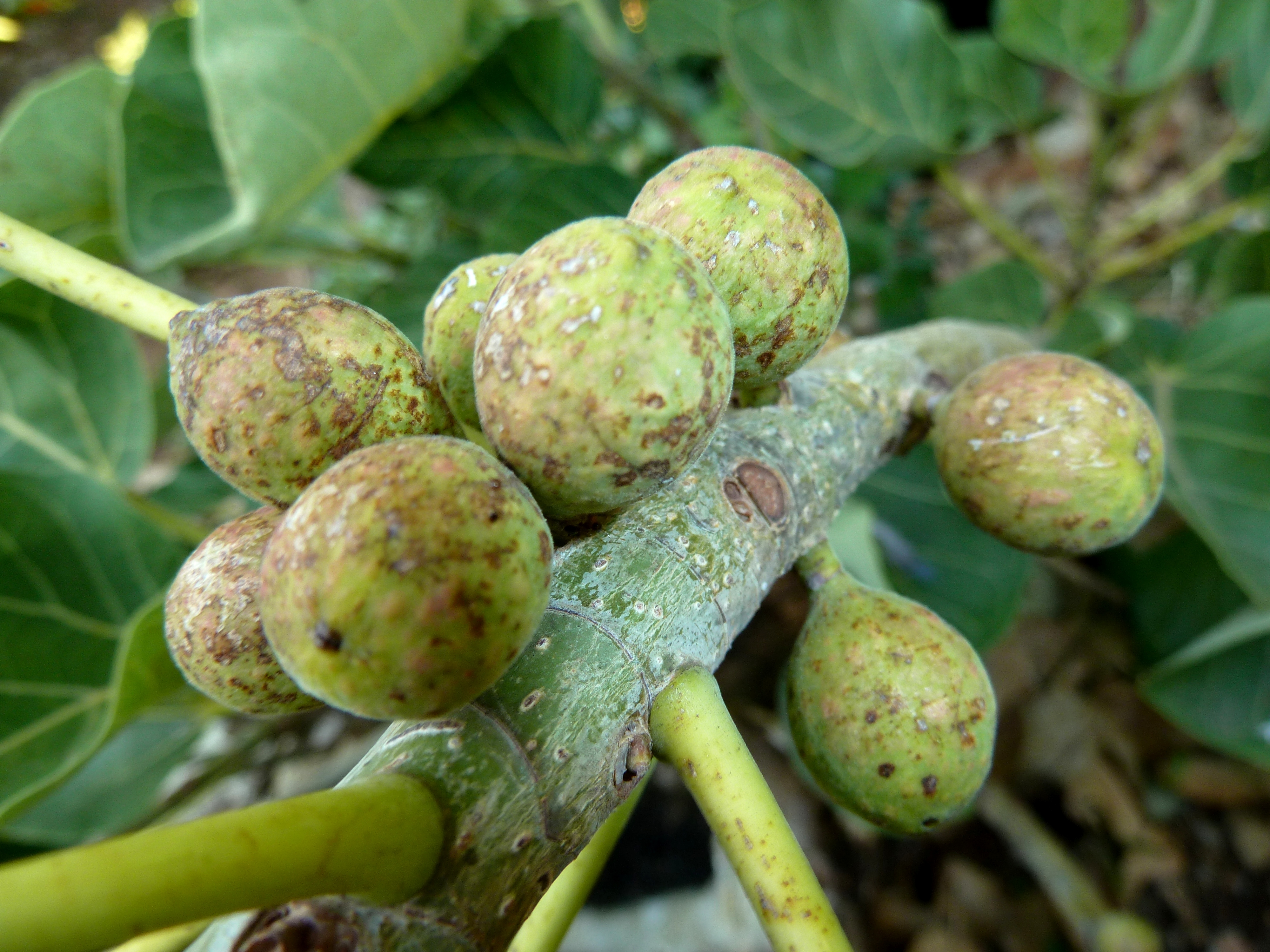
Ficus abutilifolia

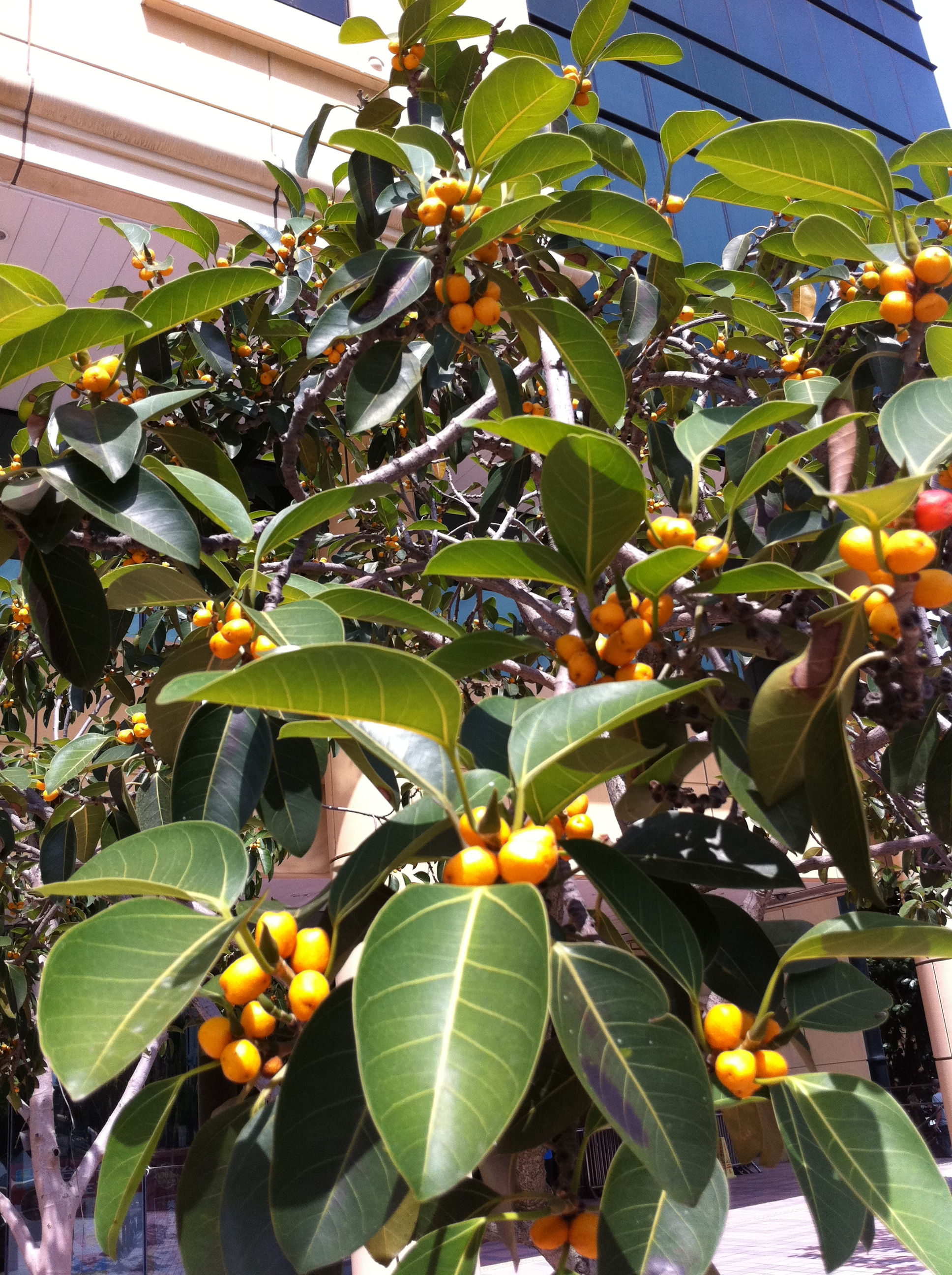
Ficus altissima

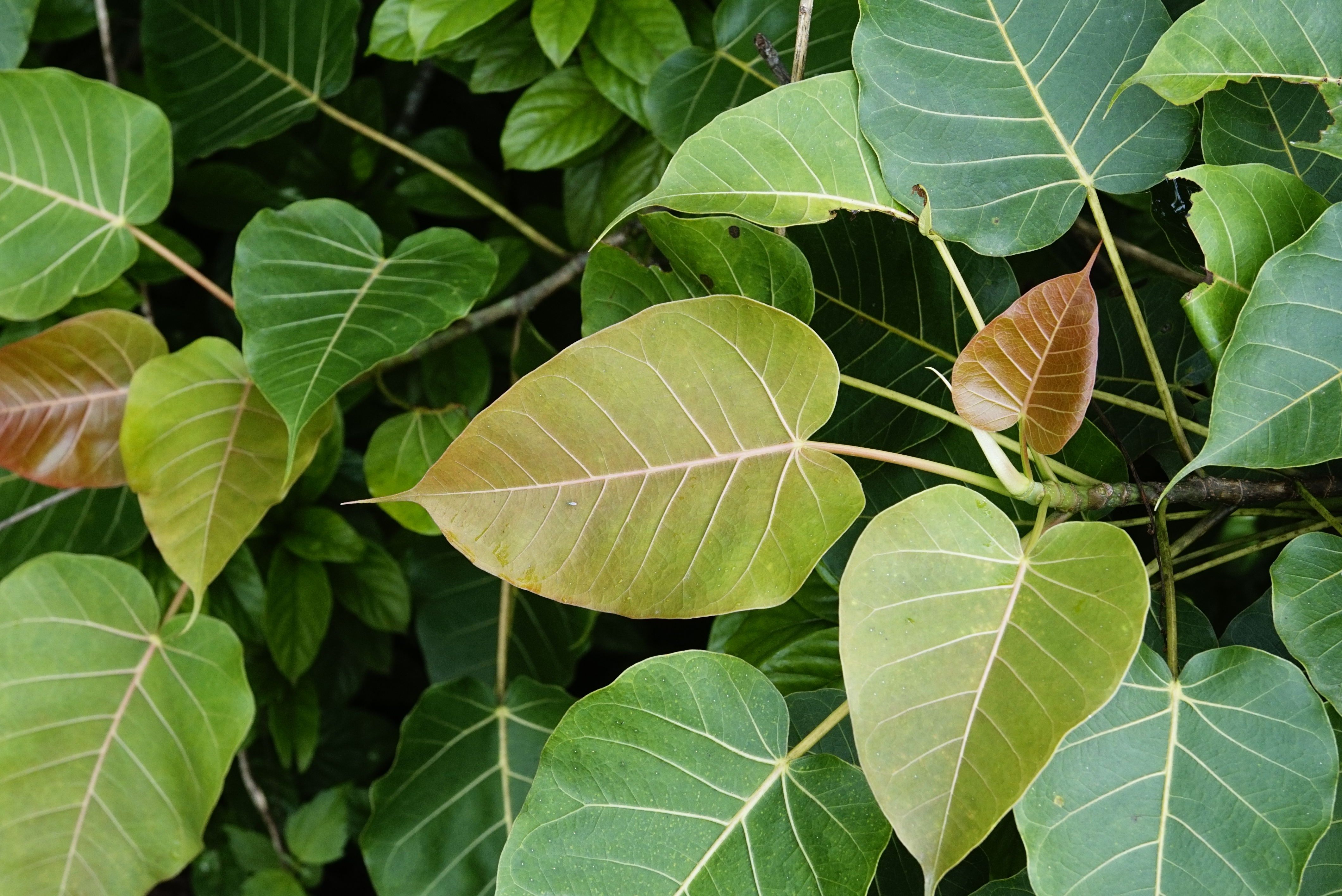
Ficus arnottiana

Wykaz gatunków
- Ficus abelii Miq.
- Ficus abscondita C.C.Berg
- Ficus abutilifolia (Miq.) Miq.
- Ficus acamptophylla (Miq.) Miq.
- Ficus acreana C.C.Berg
- Ficus aculeata A.Cunn. ex Miq.
- Ficus adelpha K.Schum. & Lauterb.
- Ficus adenosperma Miq.
- Ficus adhatodifolia Schott
- Ficus adolphi-friderici Mildbr.
- Ficus albert-smithii Standl.
- Ficus albipila (Miq.) King
- Ficus albomaculata C.C.Berg
- Ficus allutacea Blume
- Ficus alongensis Gagnep.
- Ficus altissima Blume
- Ficus amadiensis De Wild.
- Ficus amazonica (Miq.) Miq.
- Ficus americana Aubl.
- Ficus ampana C.C.Berg
- Ficus ampelas Burm.f.
- Ficus amplissima Sm.
- Ficus ampulliformis Corner
- Ficus anastomosans Wall. ex Kurz
- Ficus andamanica Corner
- Ficus androchaete Corner
- Ficus angolensis Warb.
- Ficus annulata Blume
- Ficus anserina (Corner) C.C.Berg

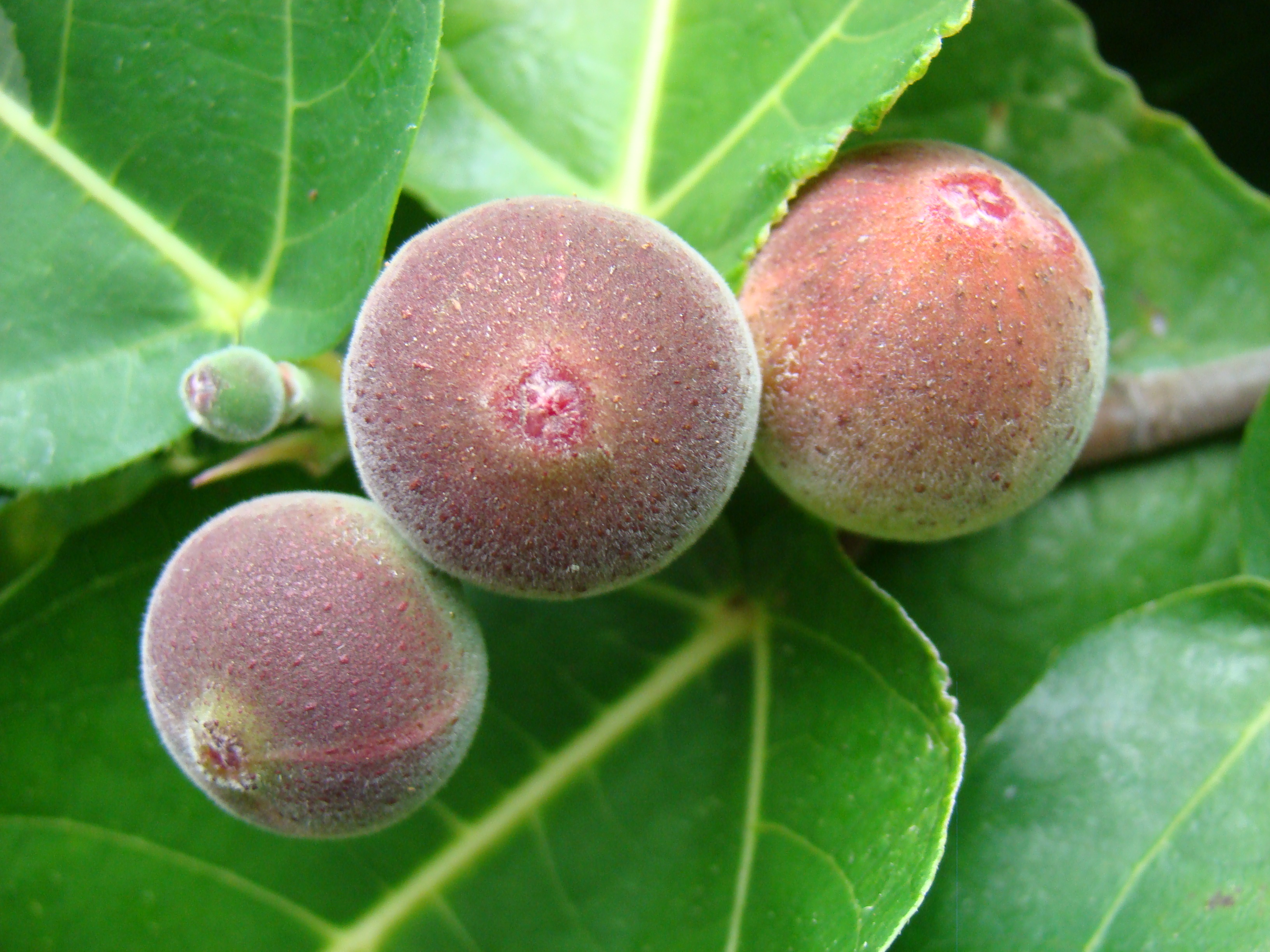
Ficus aspera

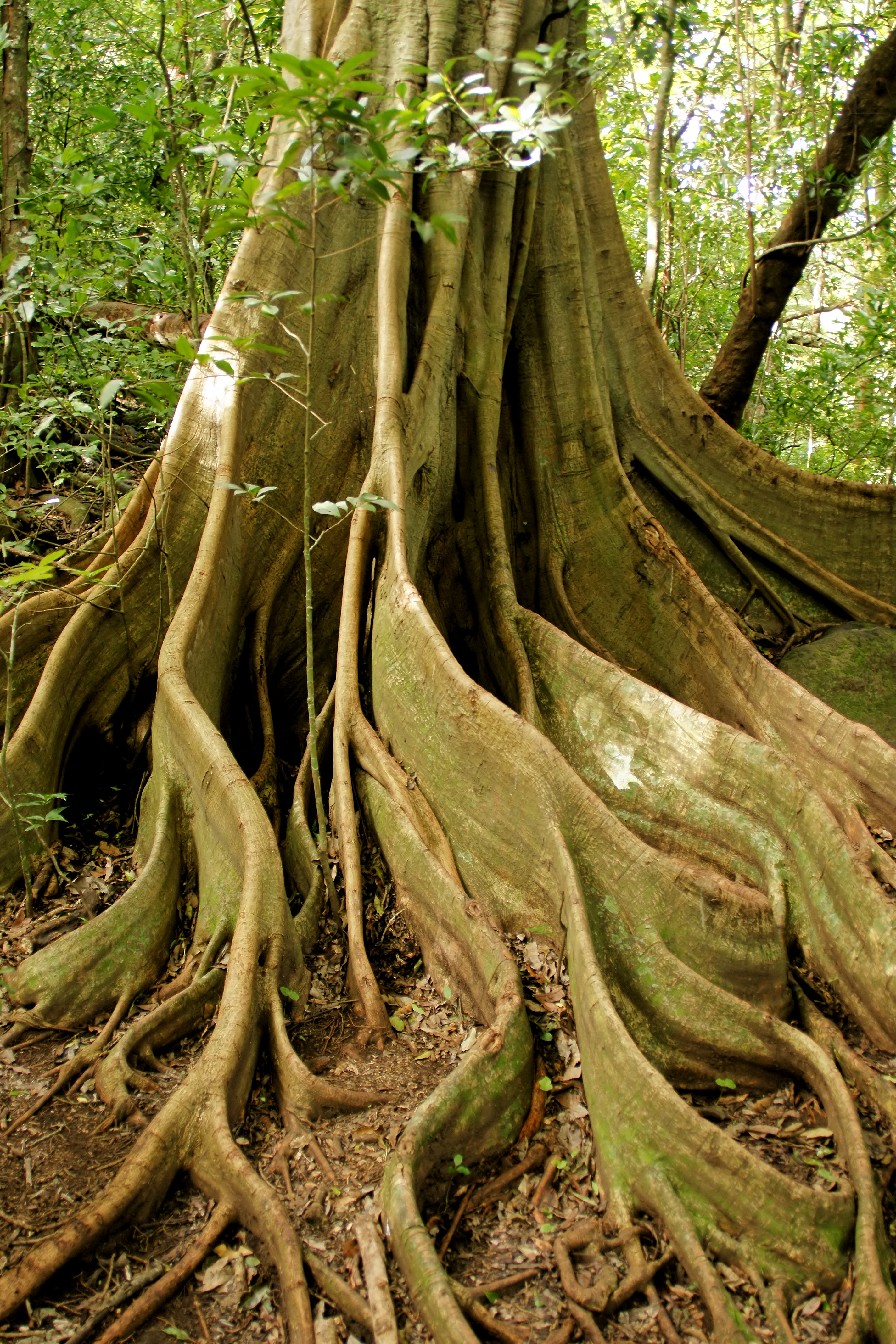
Ficus aurea

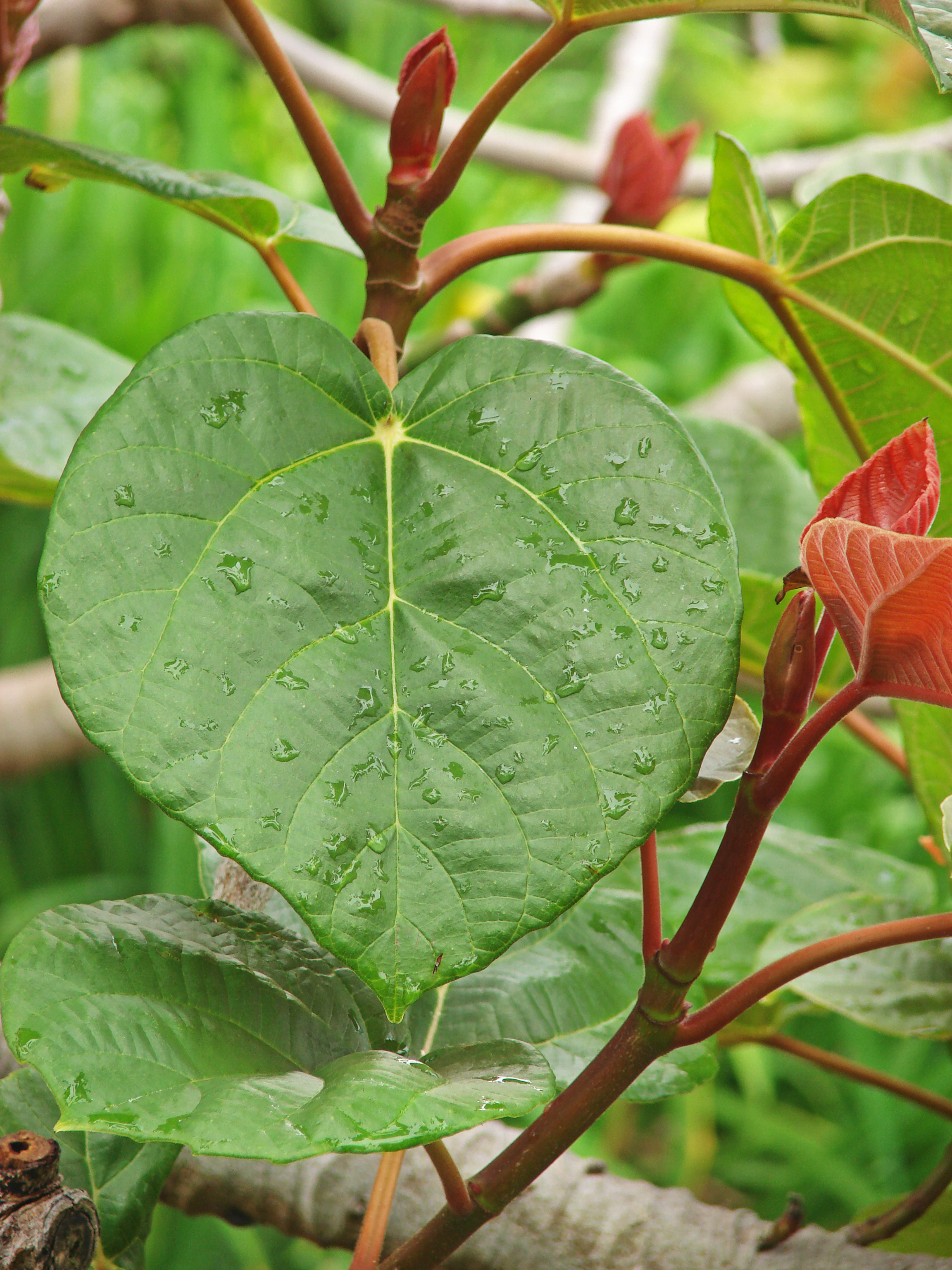
Ficus auriculata

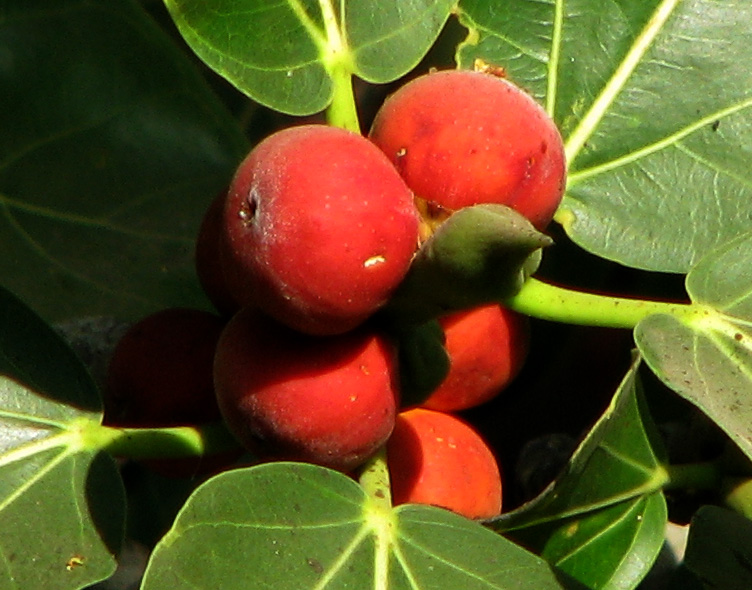
Ficus benghalensis

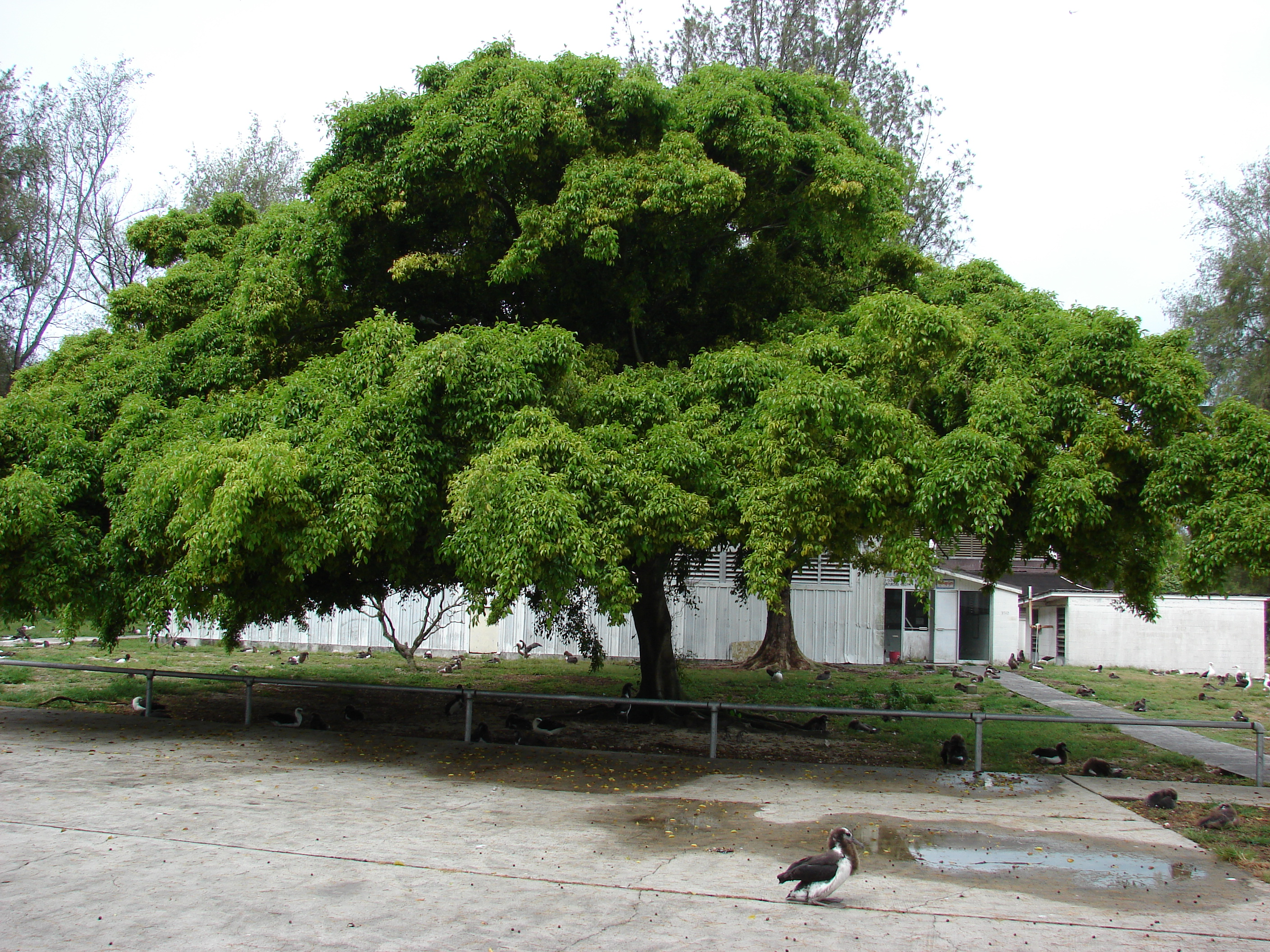
Ficus benjamina

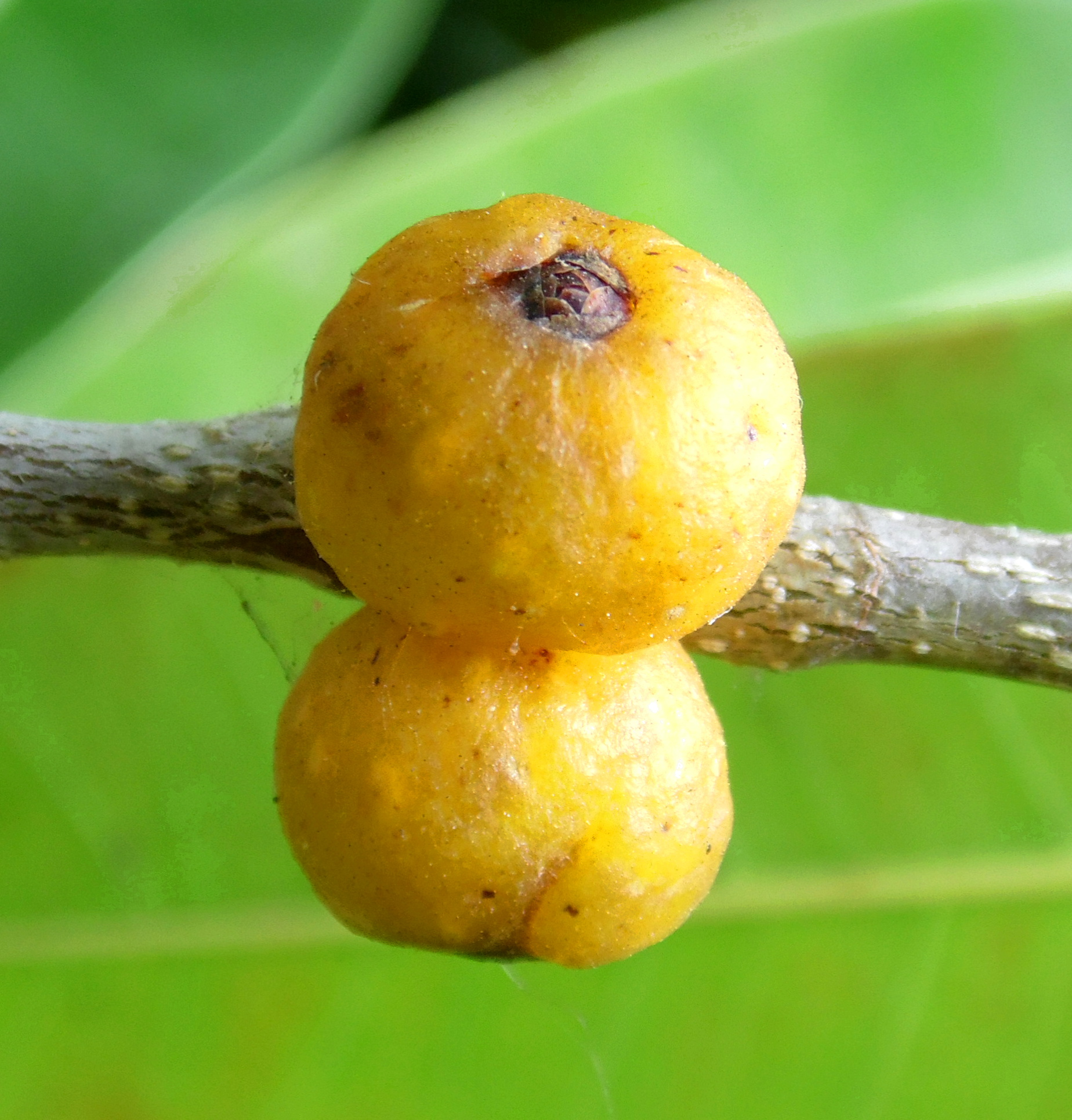
Ficus binnendijkii

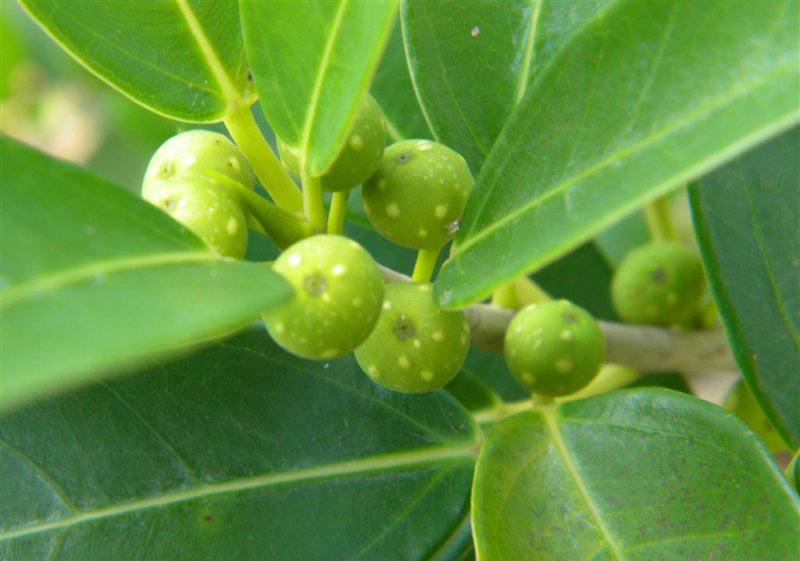
Ficus burtt-davyi

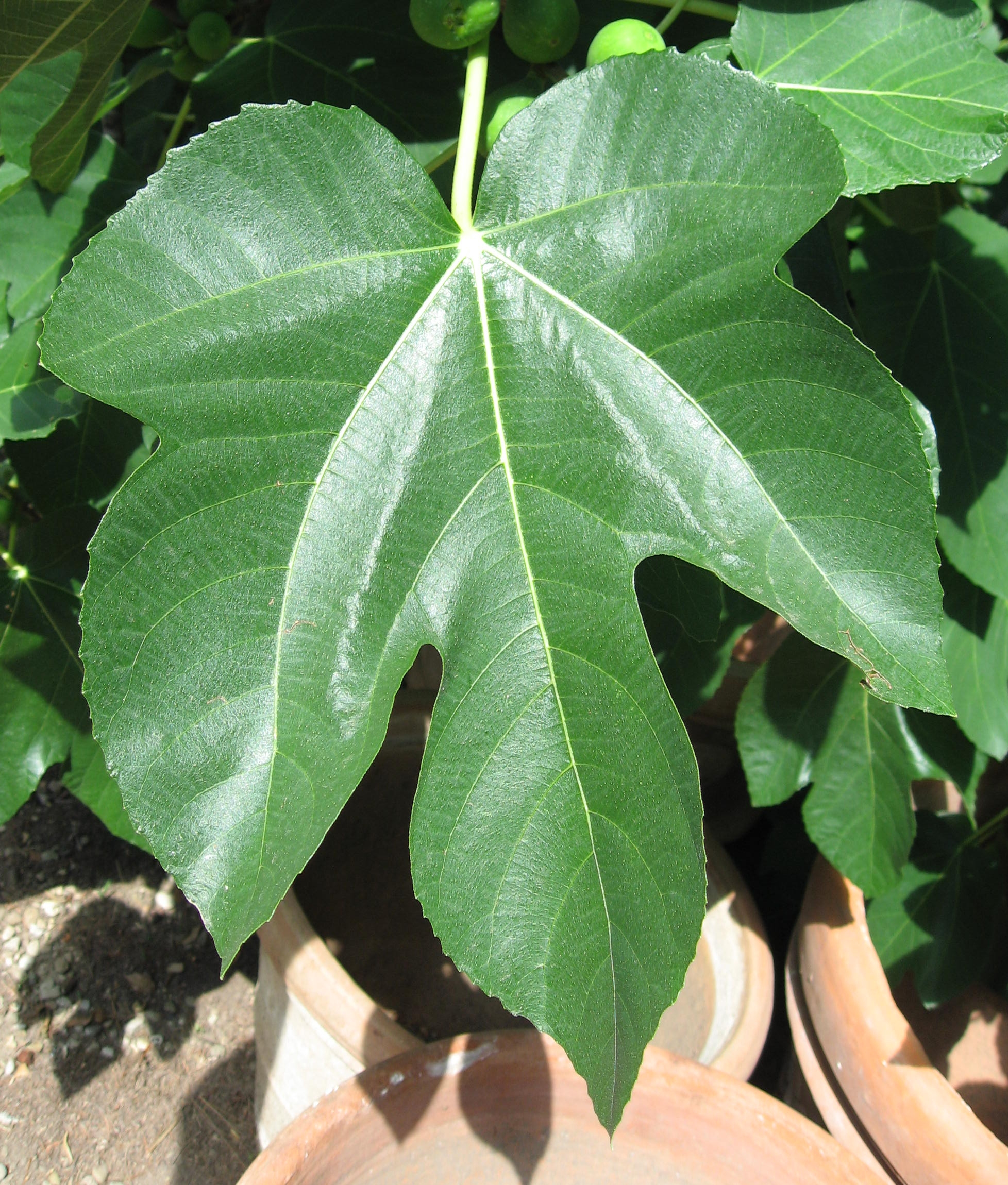
Ficus carica

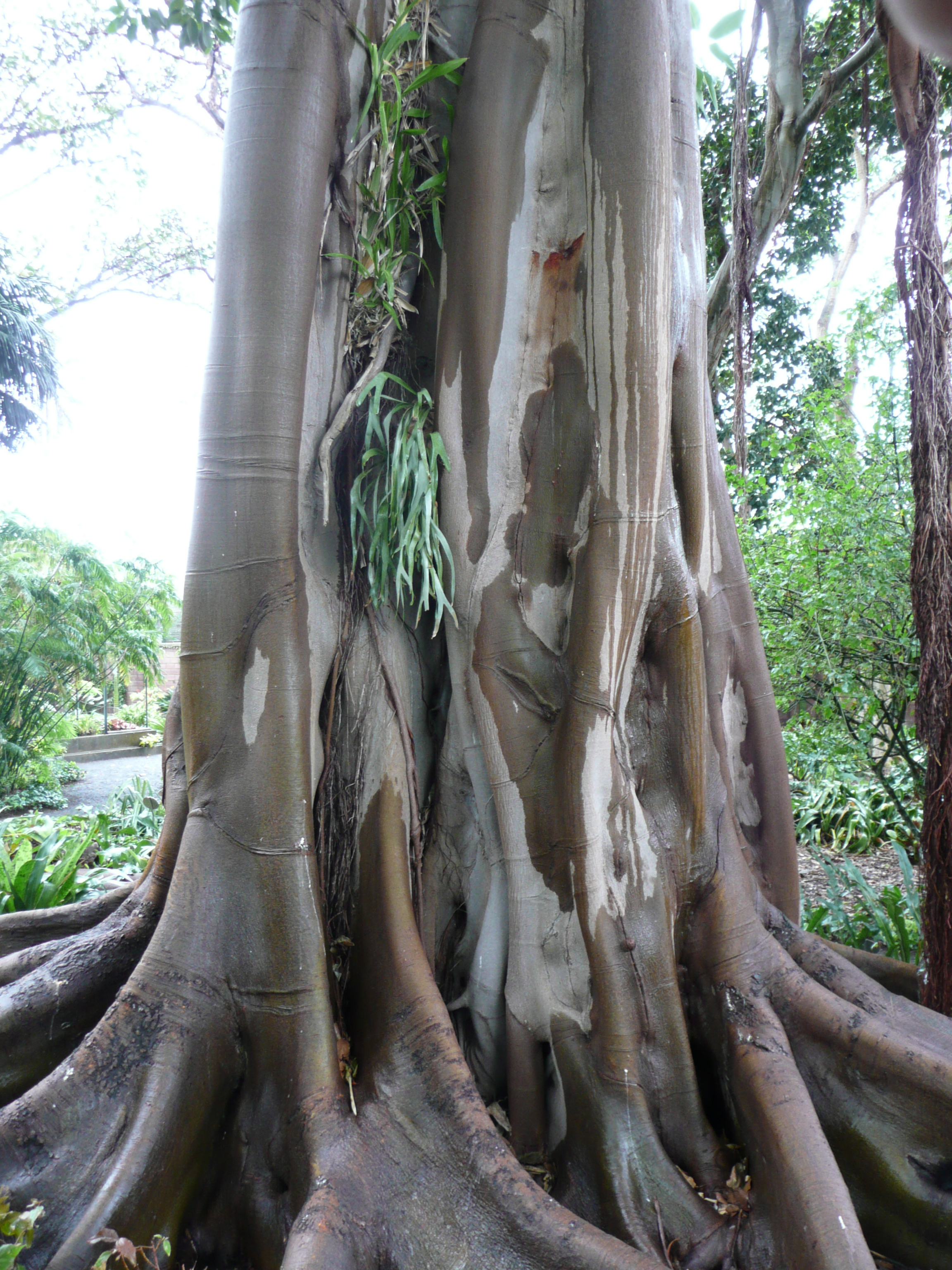
Ficus columnaris

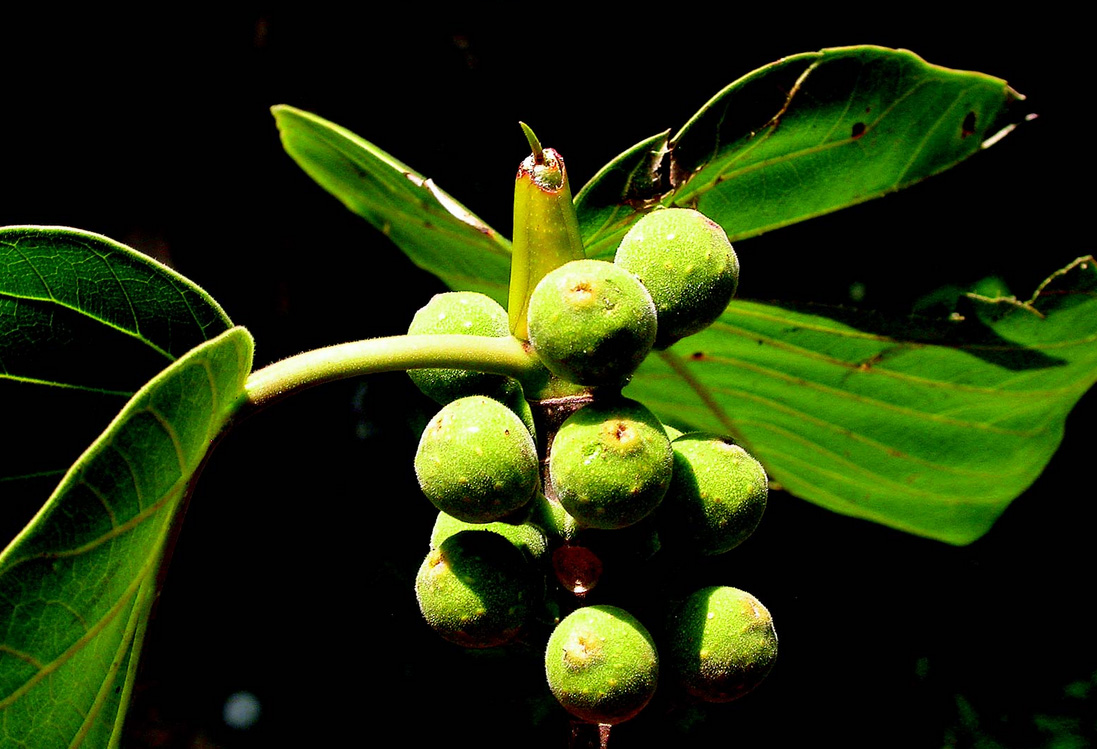
Ficus dalhousiae

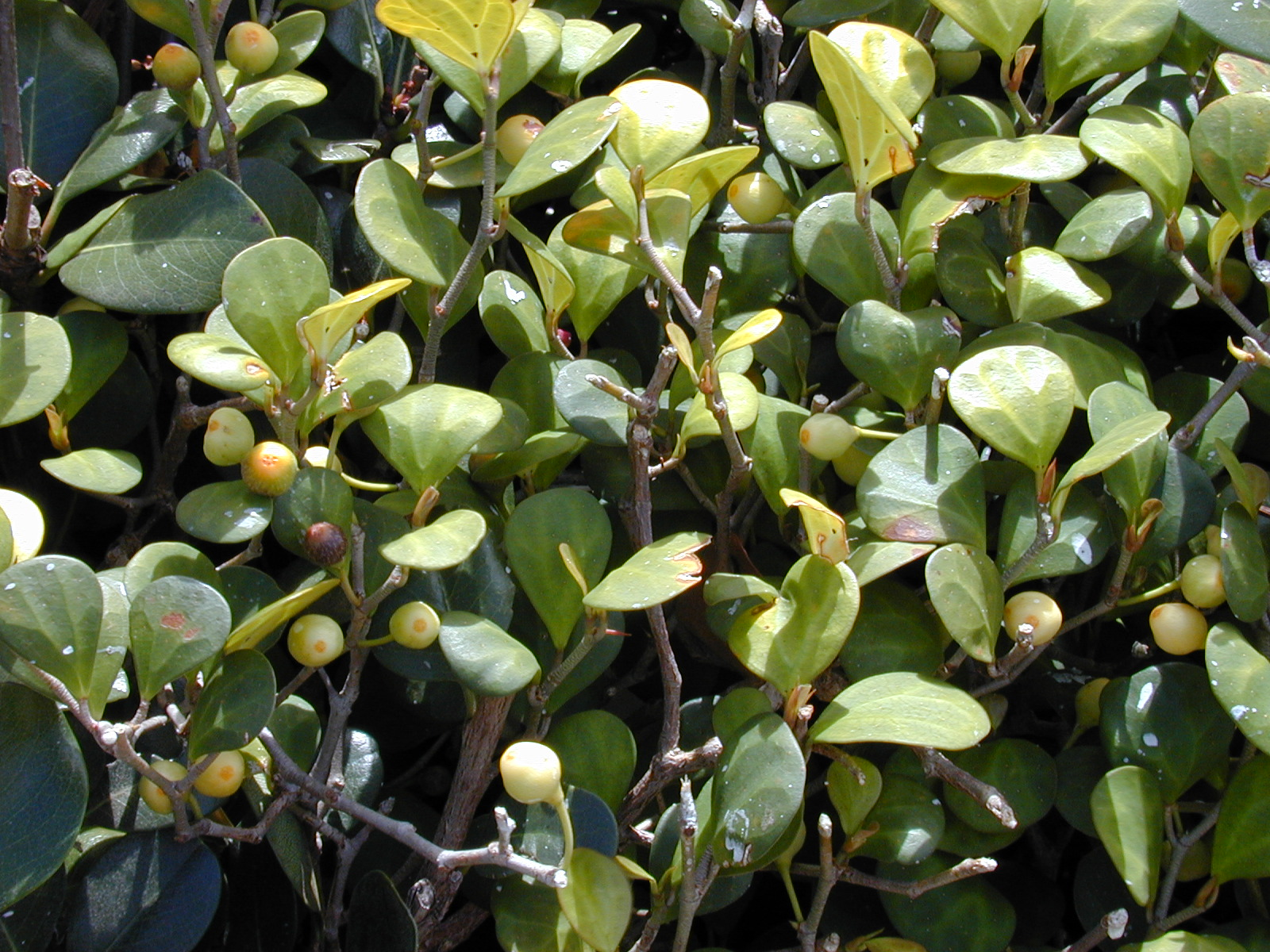
Ficus deltoidea

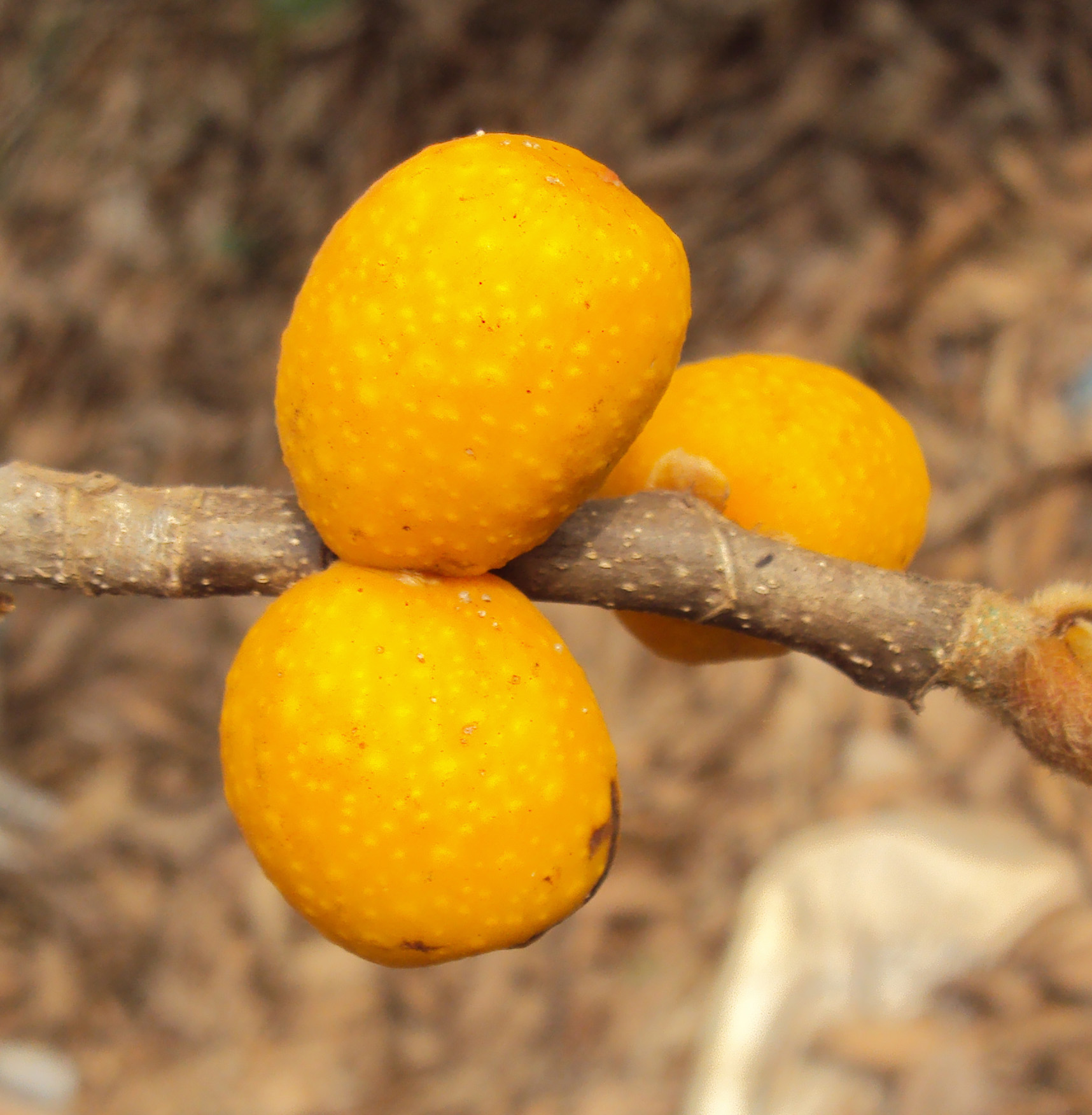
Ficus drupacea

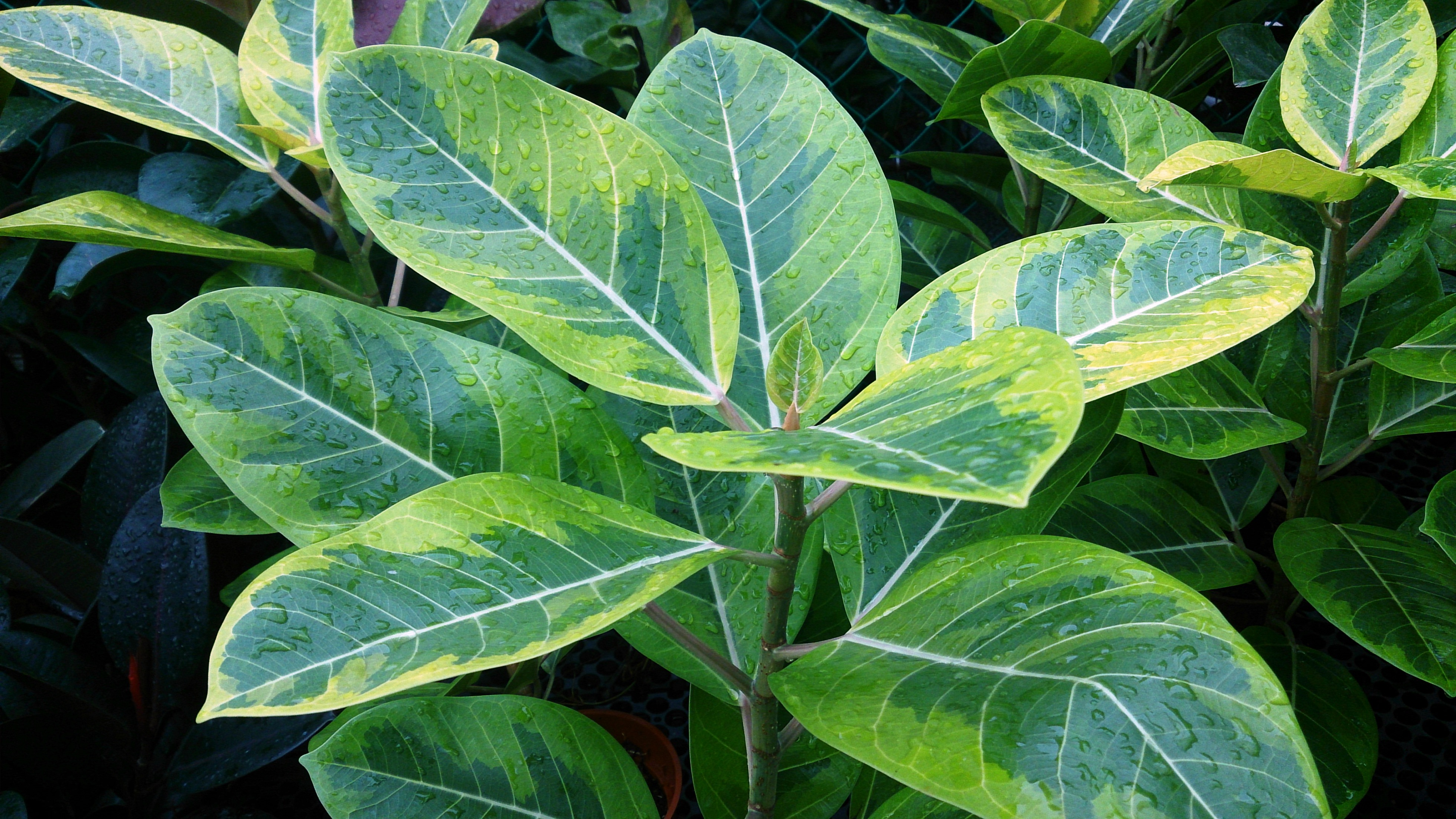
Ficus elastica

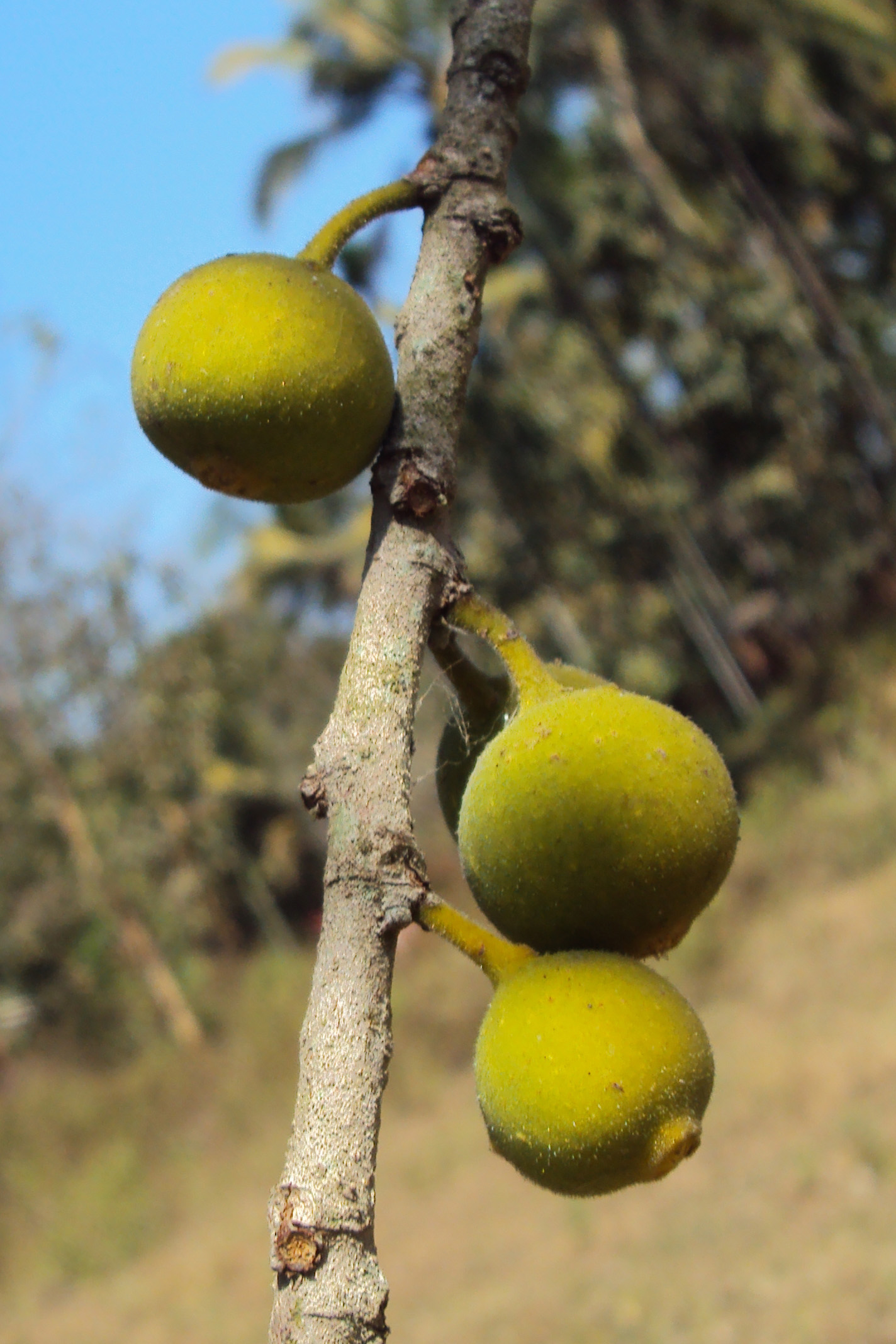
Ficus exasperata

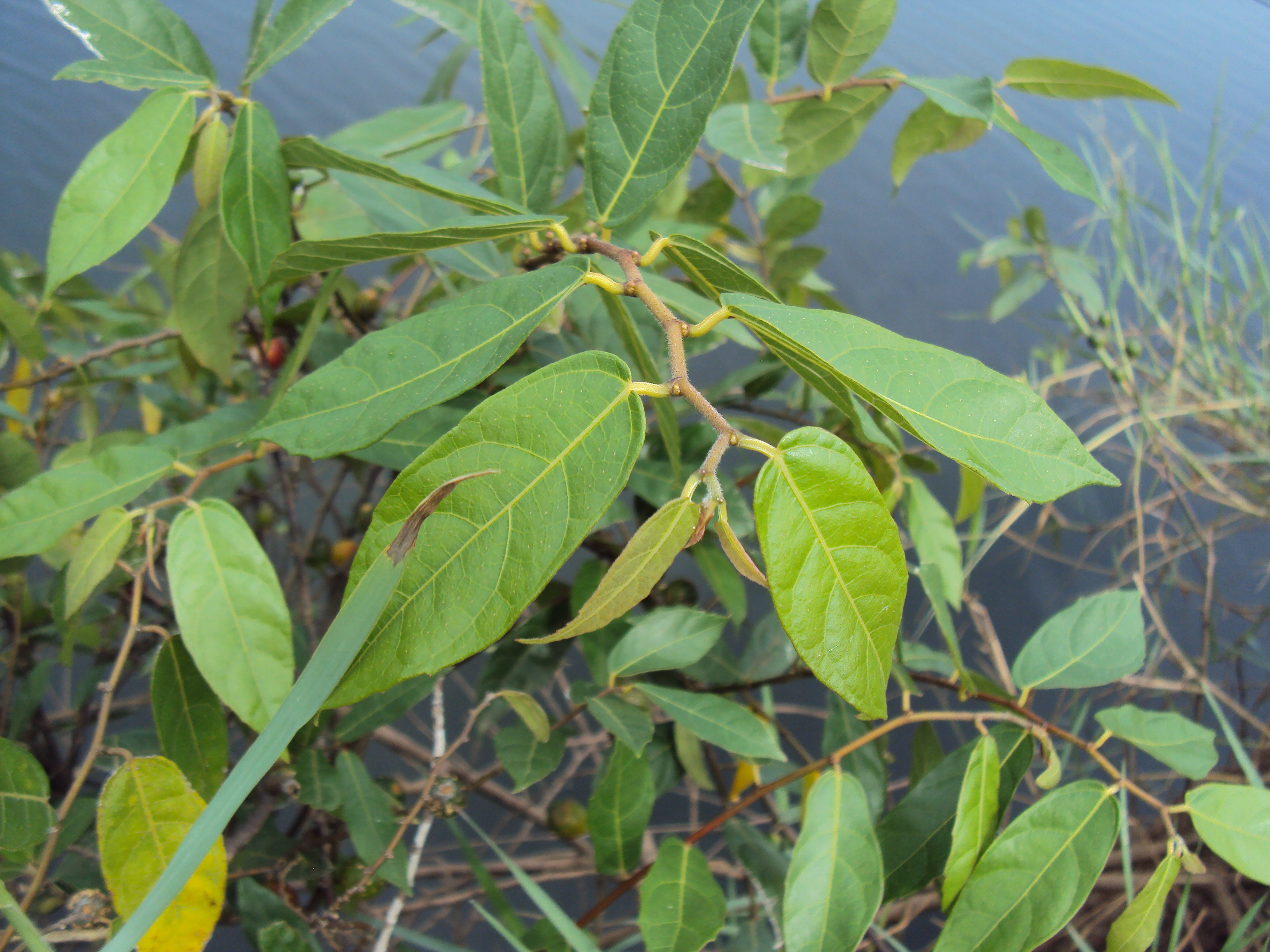
Ficus heterophylla

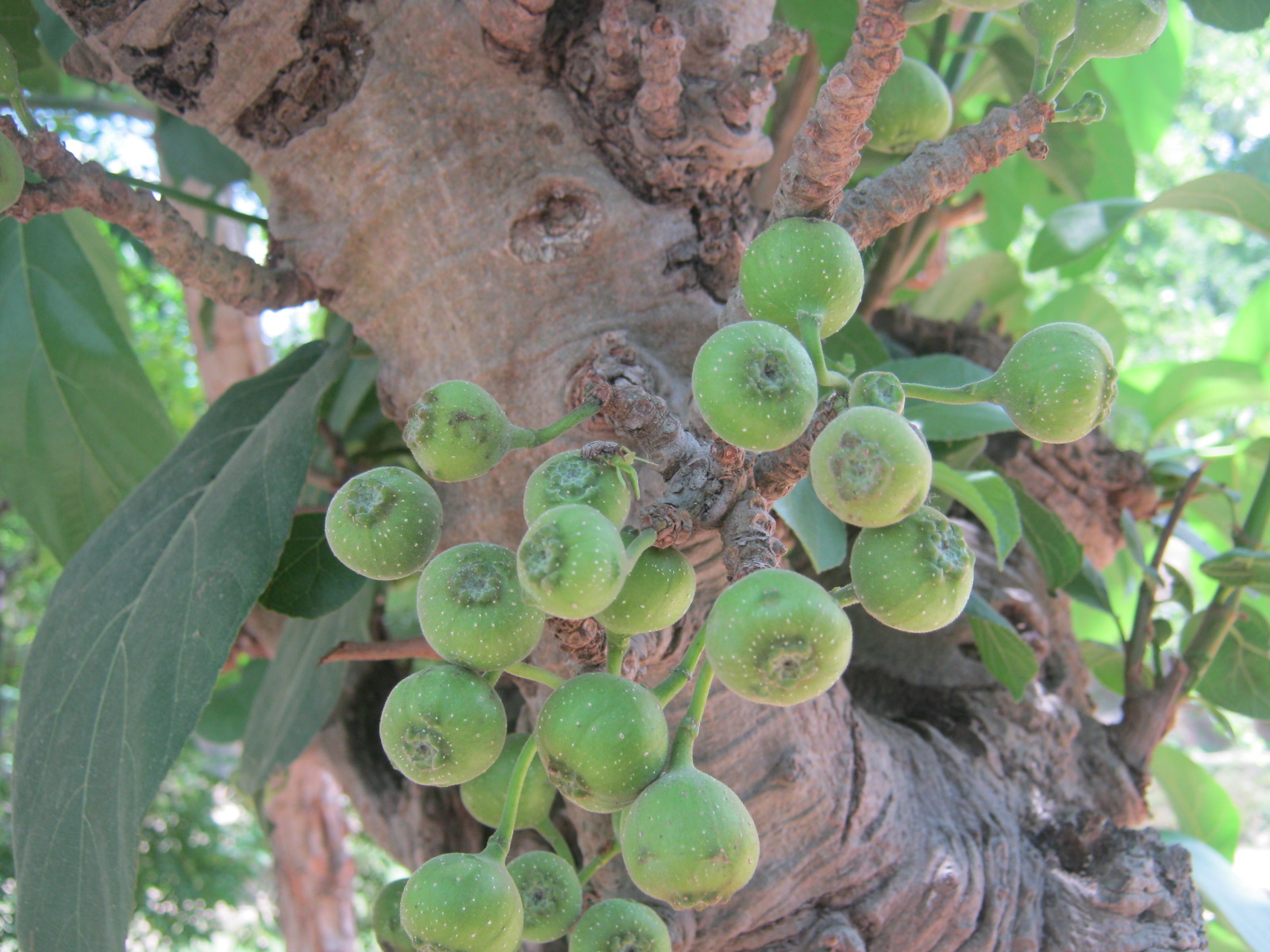
Ficus hispida

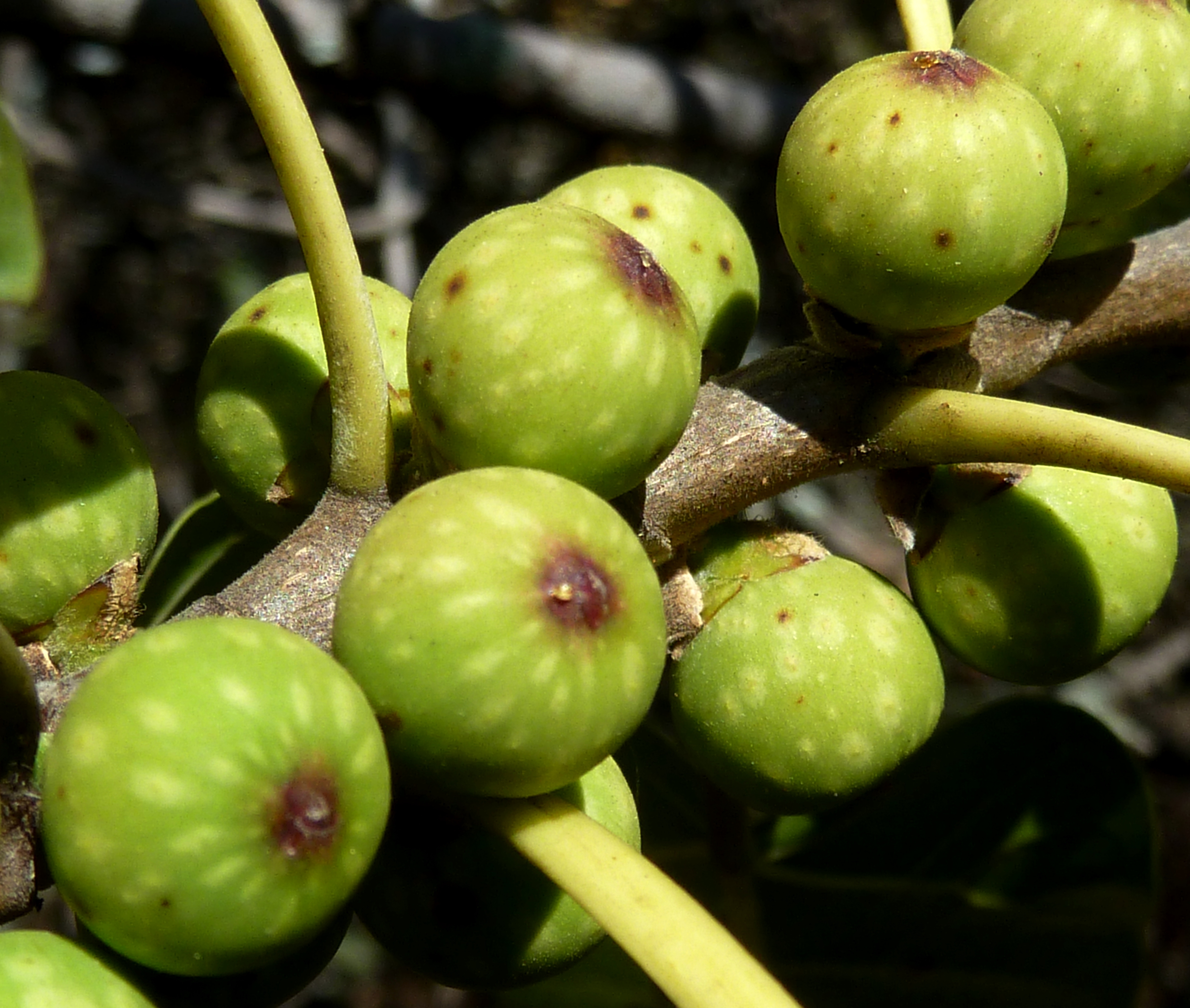
Ficus ingens

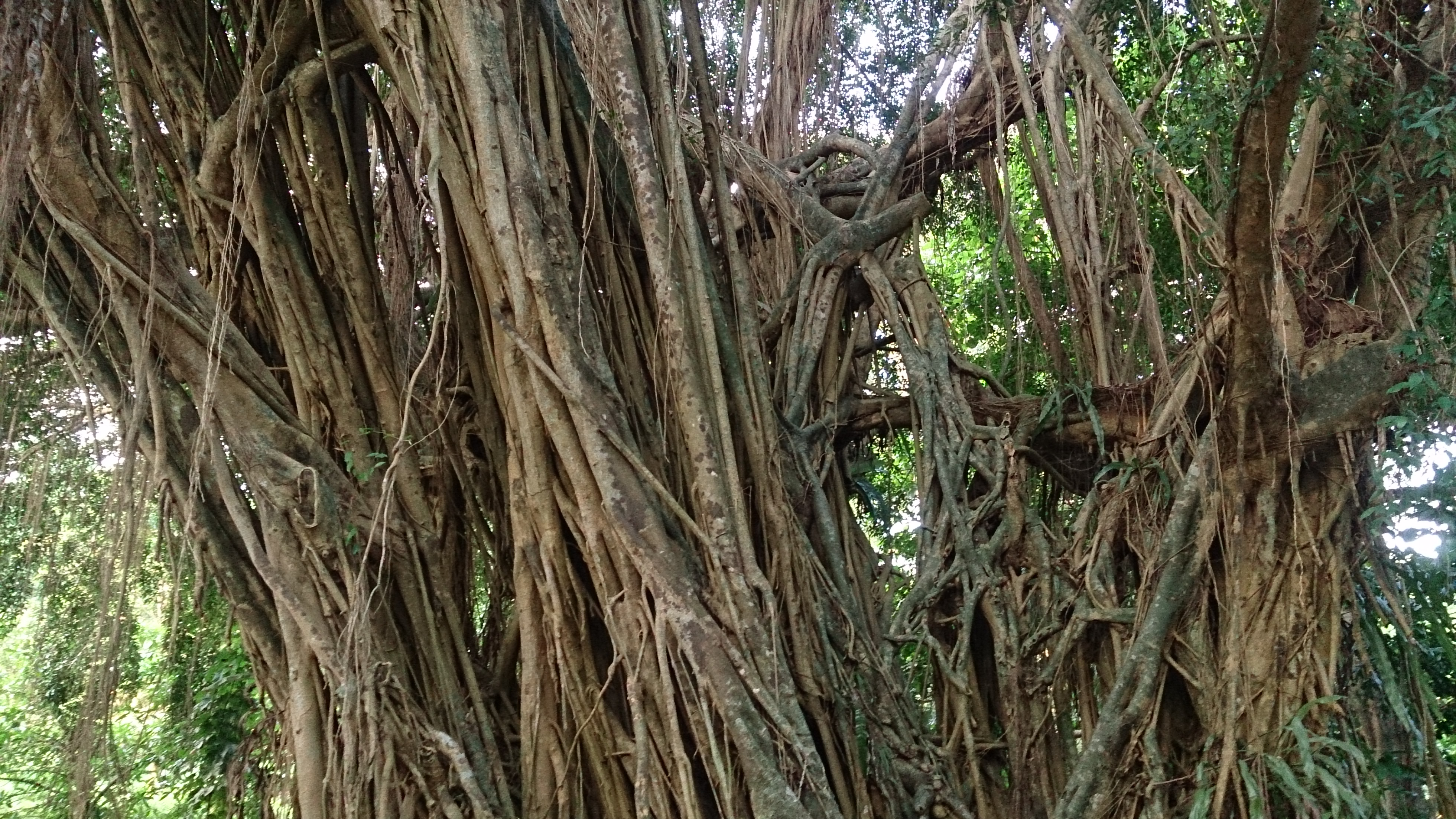
Ficus kurzii

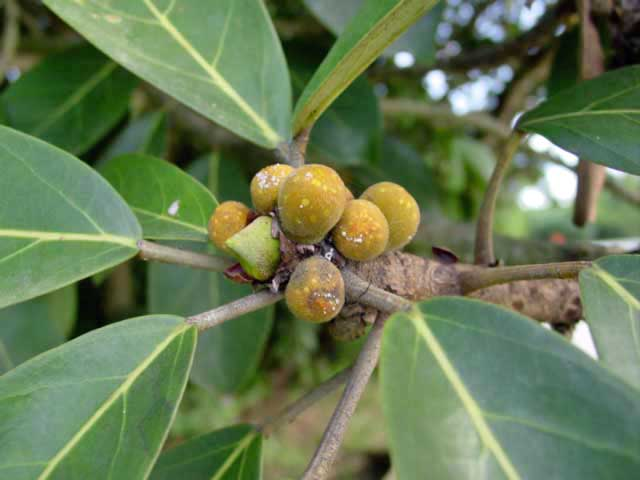
Ficus lutea

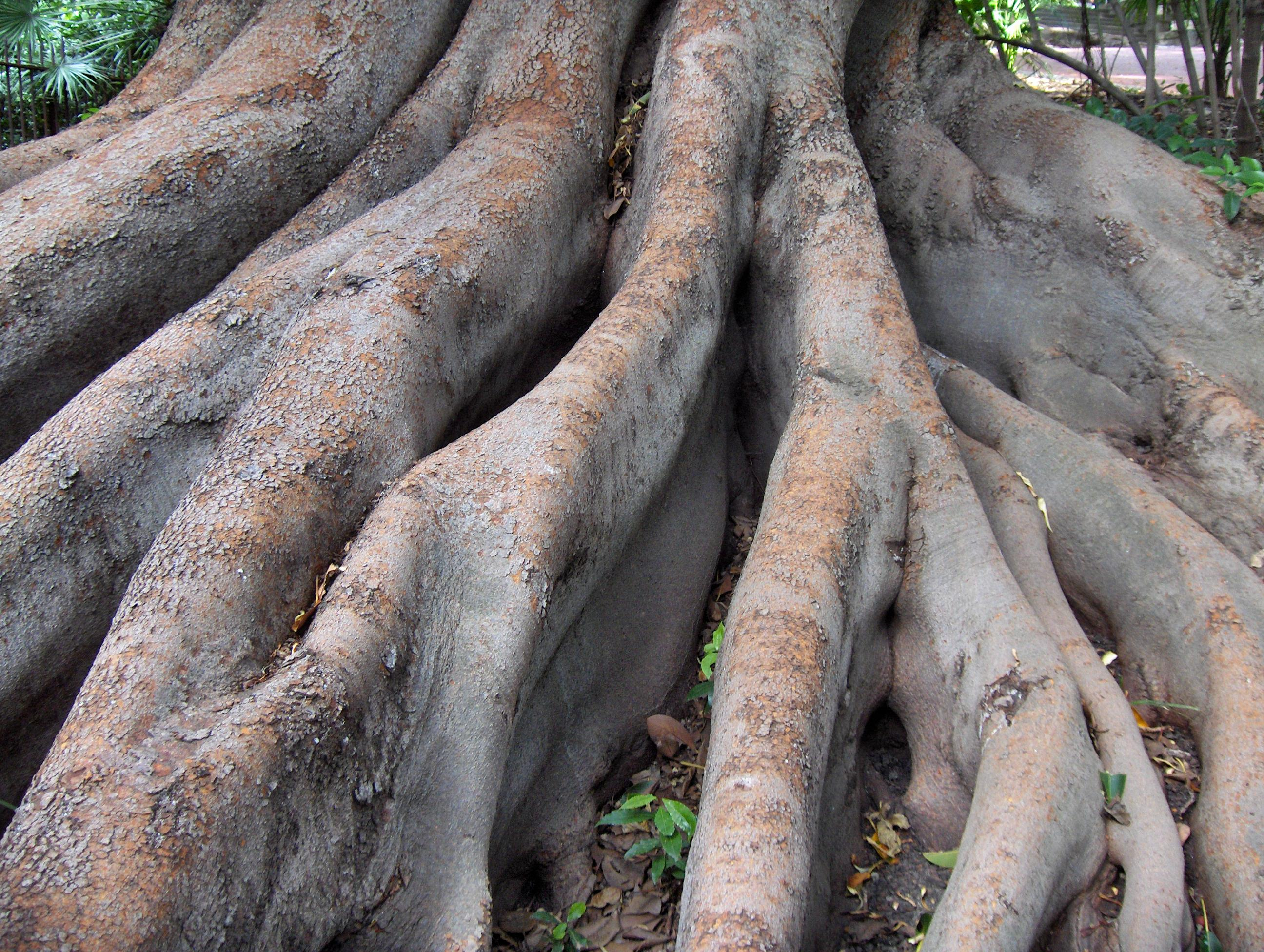
Ficus macrophylla

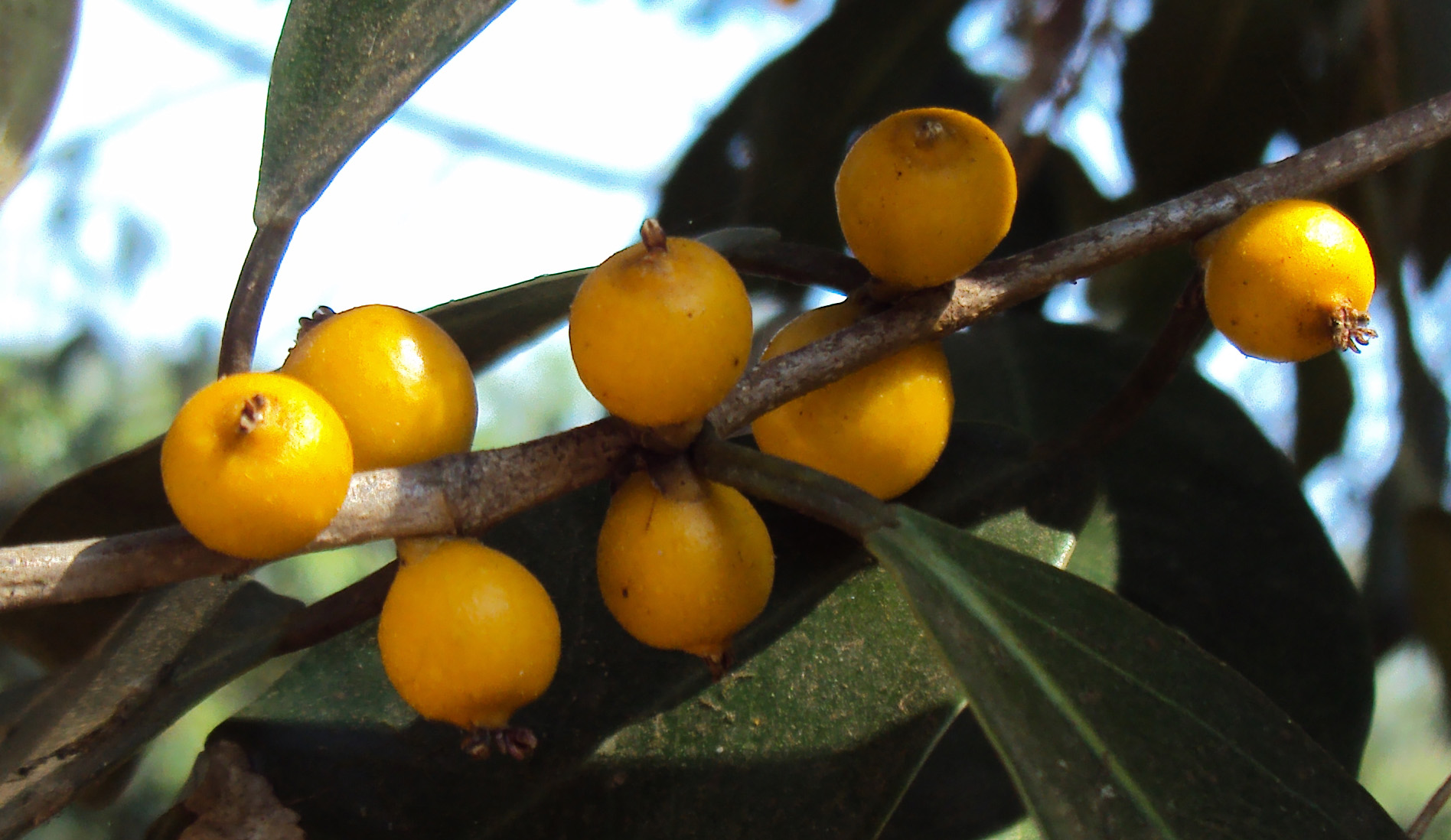
Ficus microcarpa

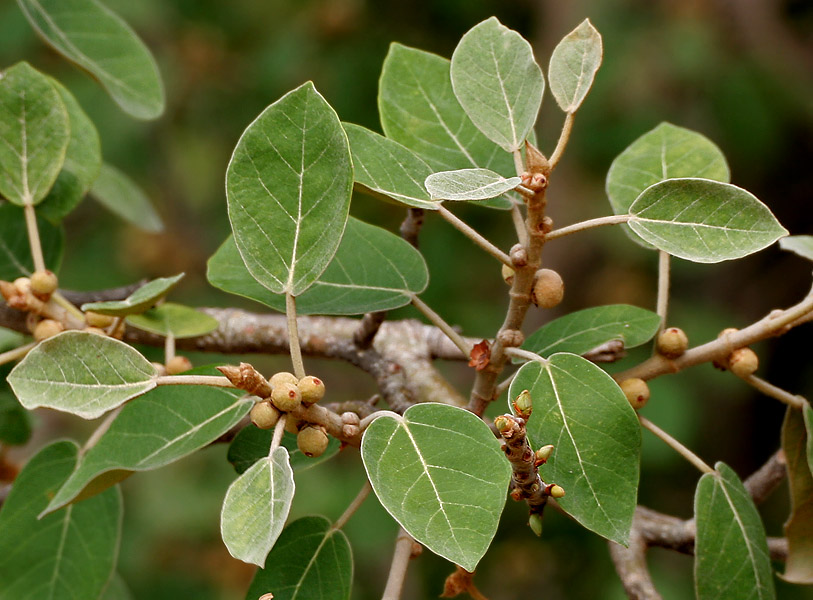
Ficus mollis

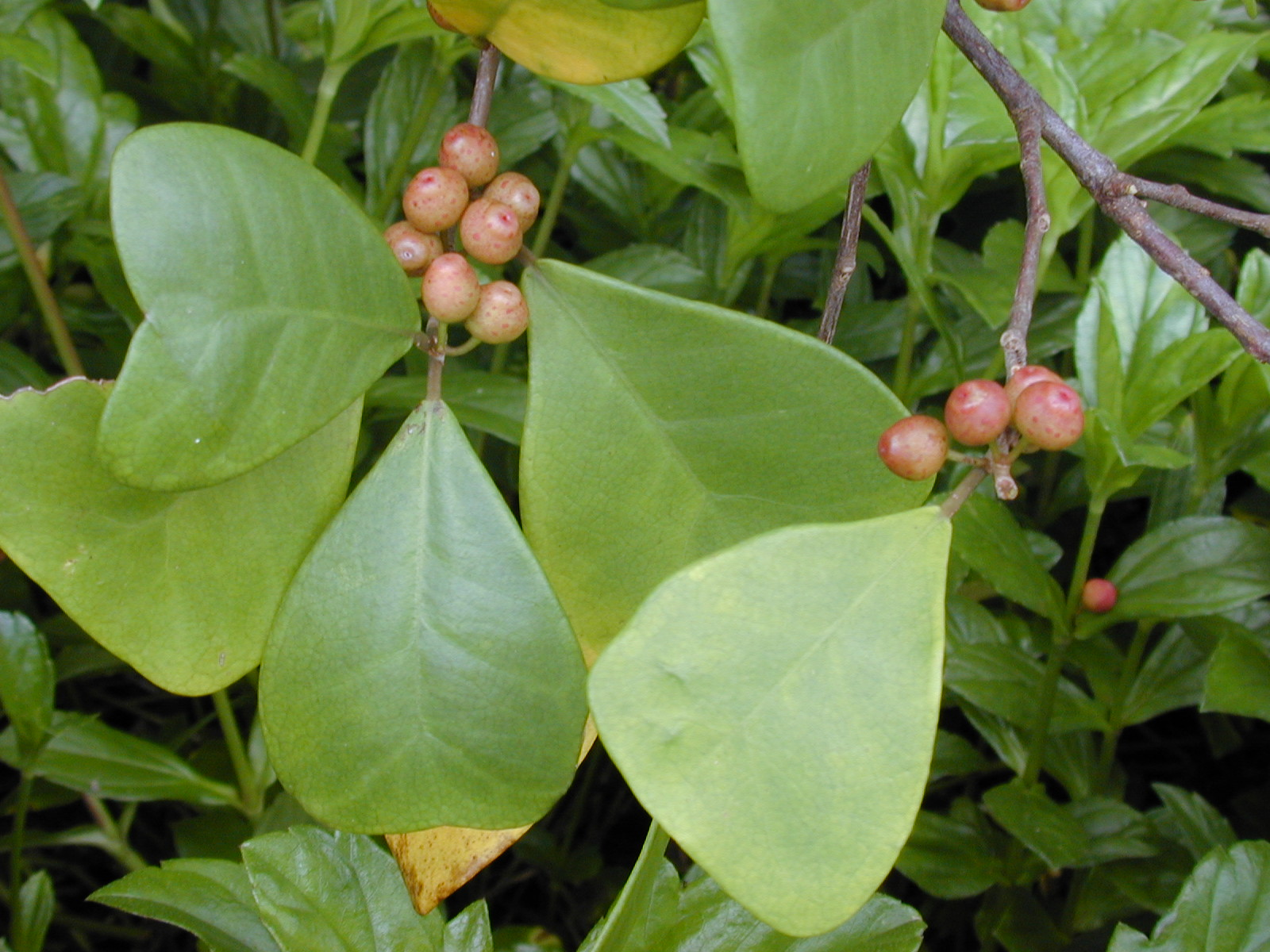
Ficus natalensis

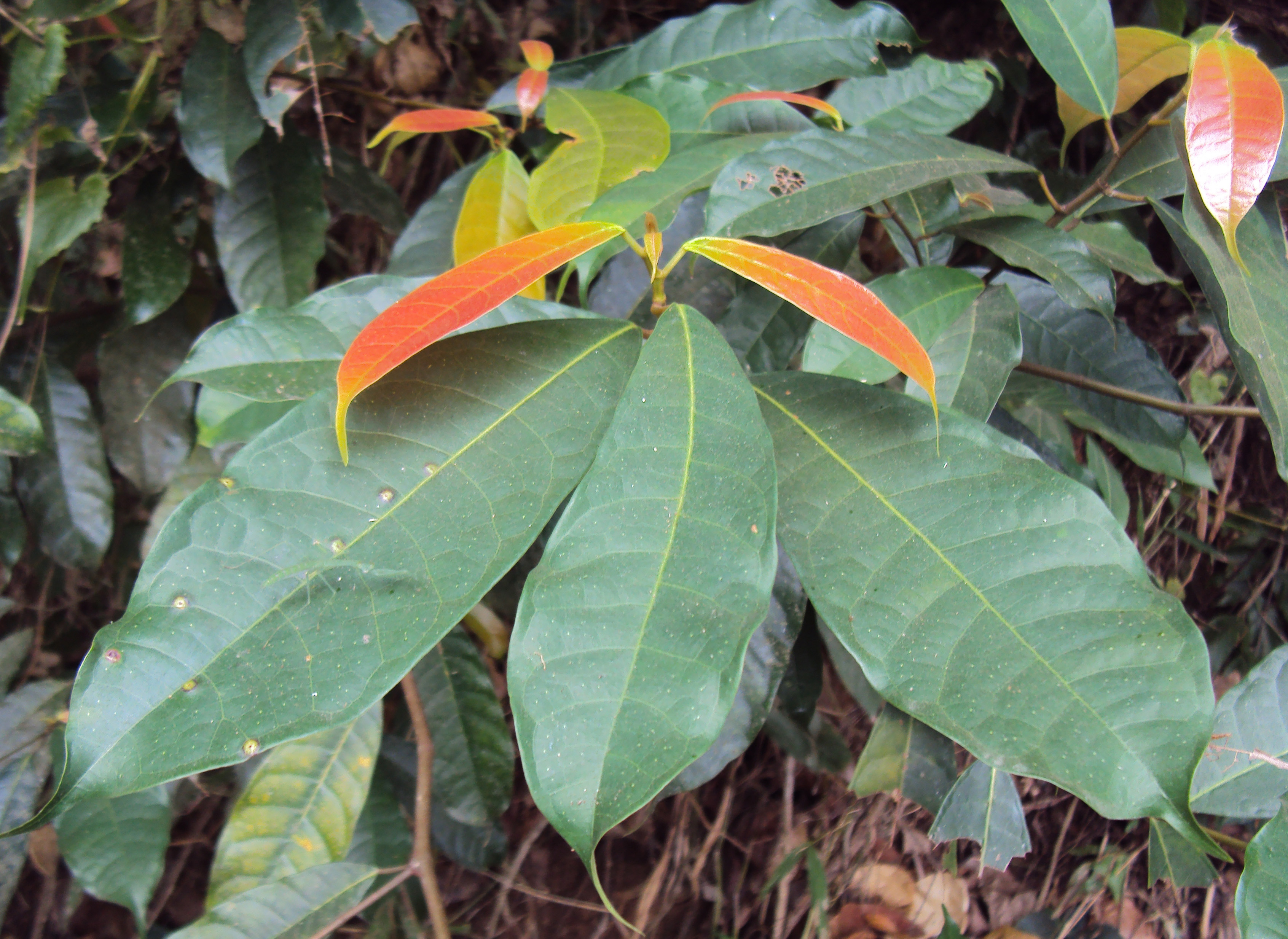
Ficus nervosa

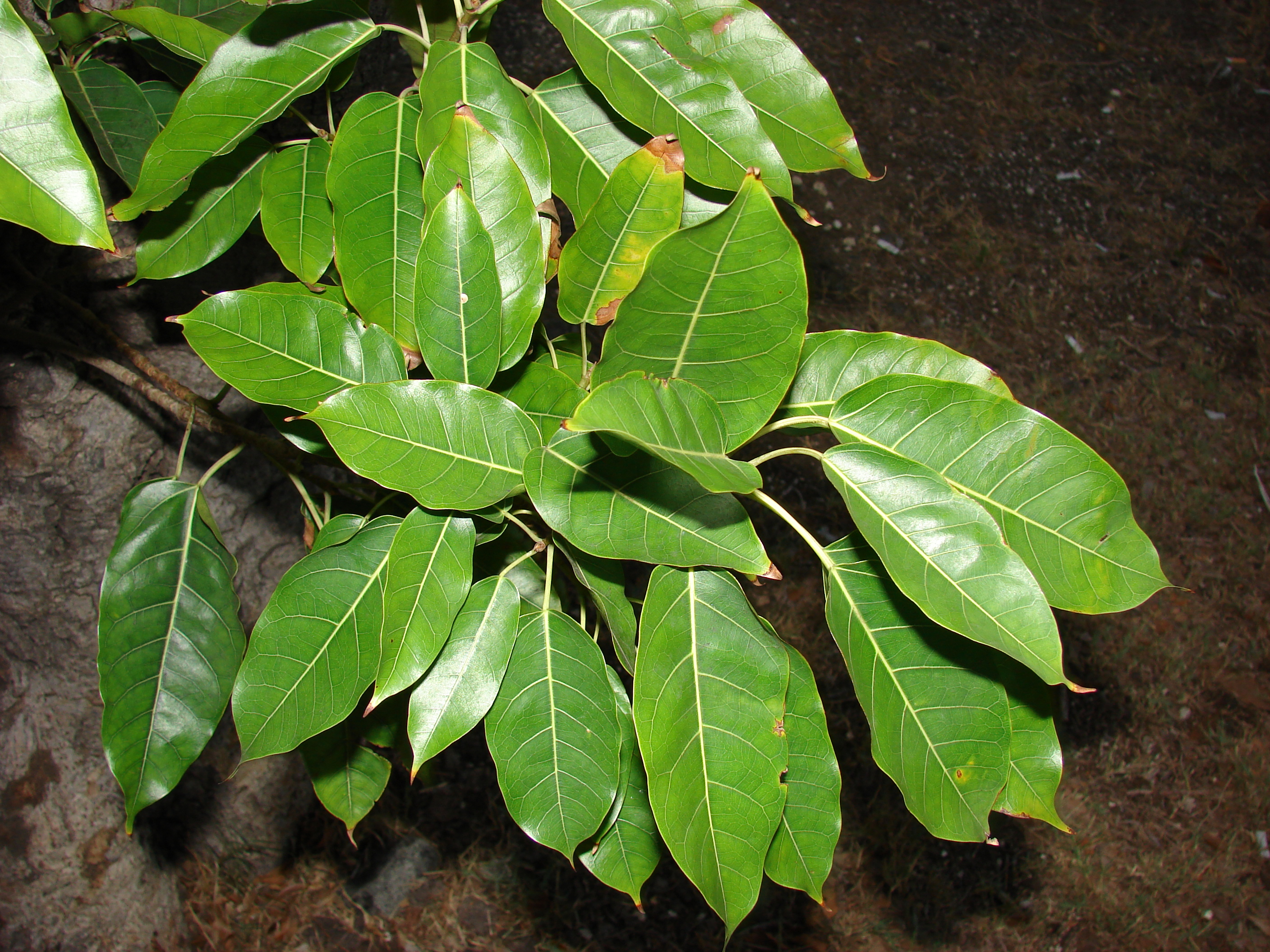
Ficus nota

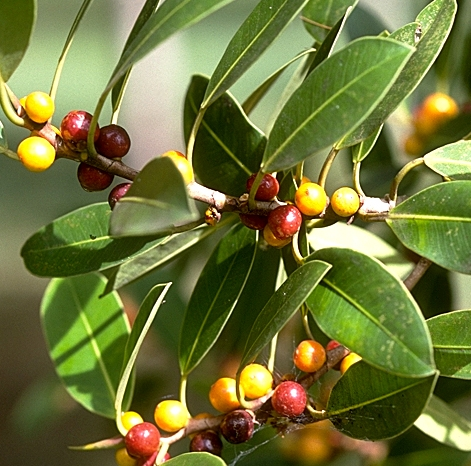
Ficus obliqua

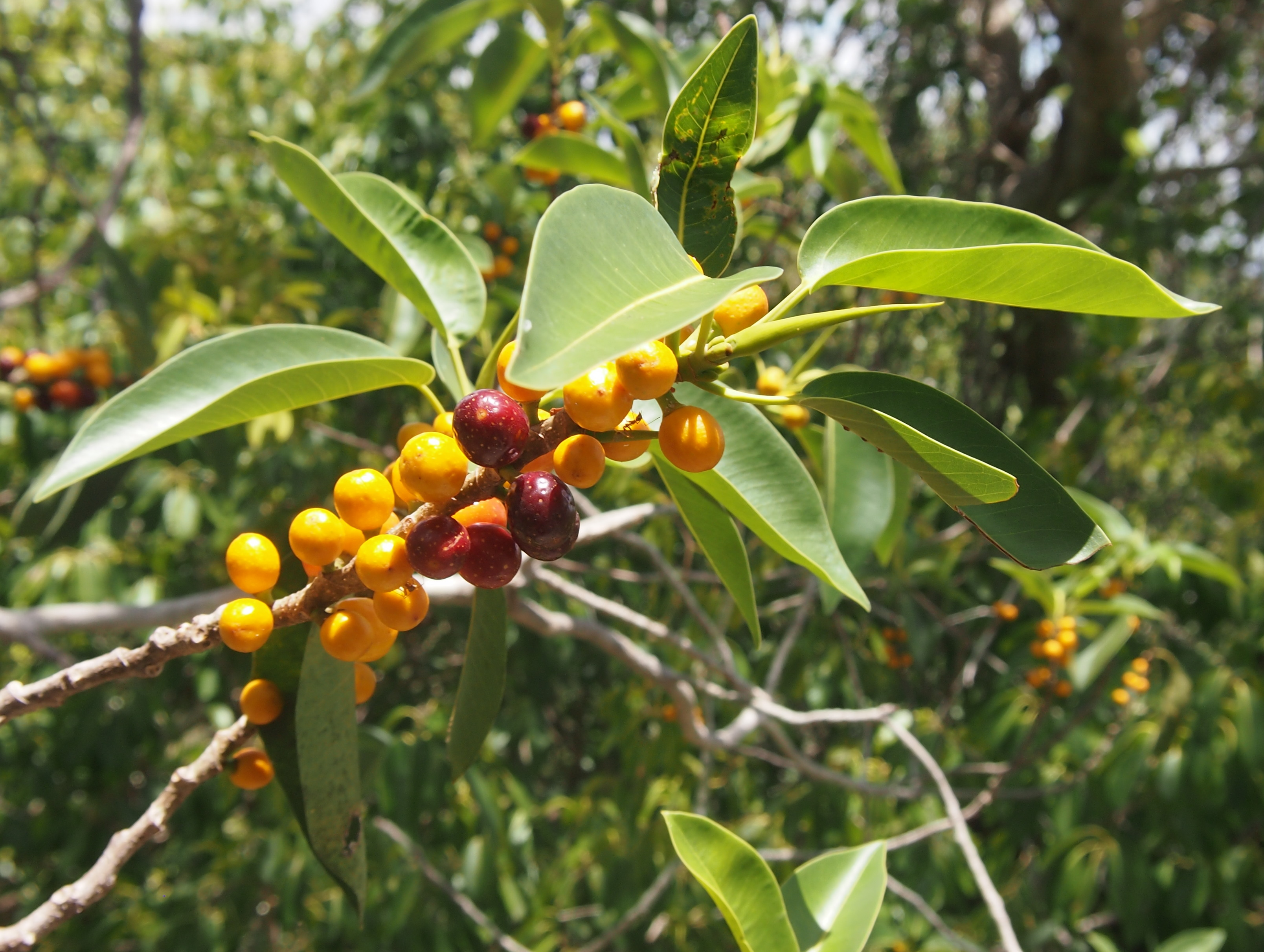
Ficus platypoda

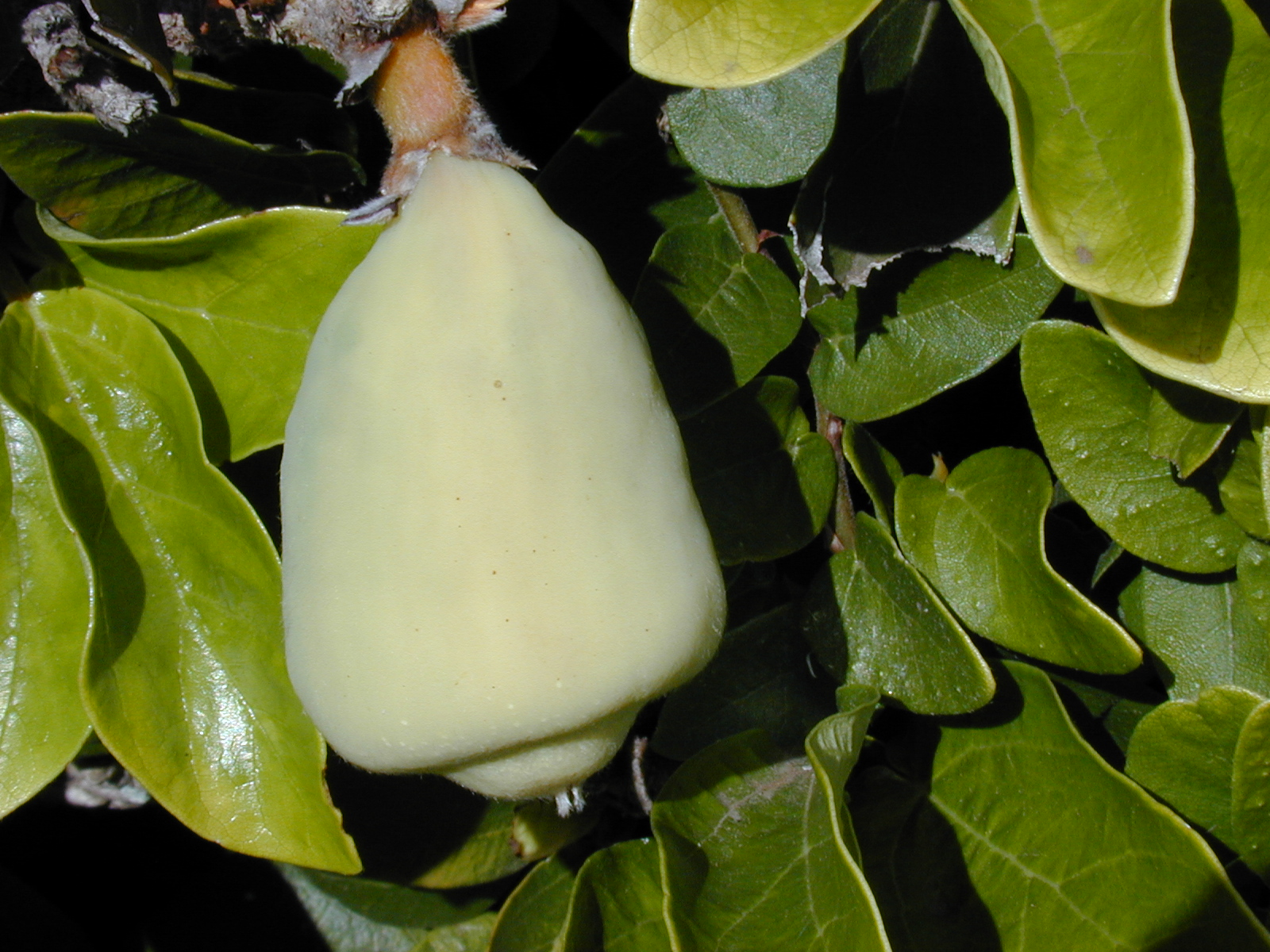
Ficus pumila

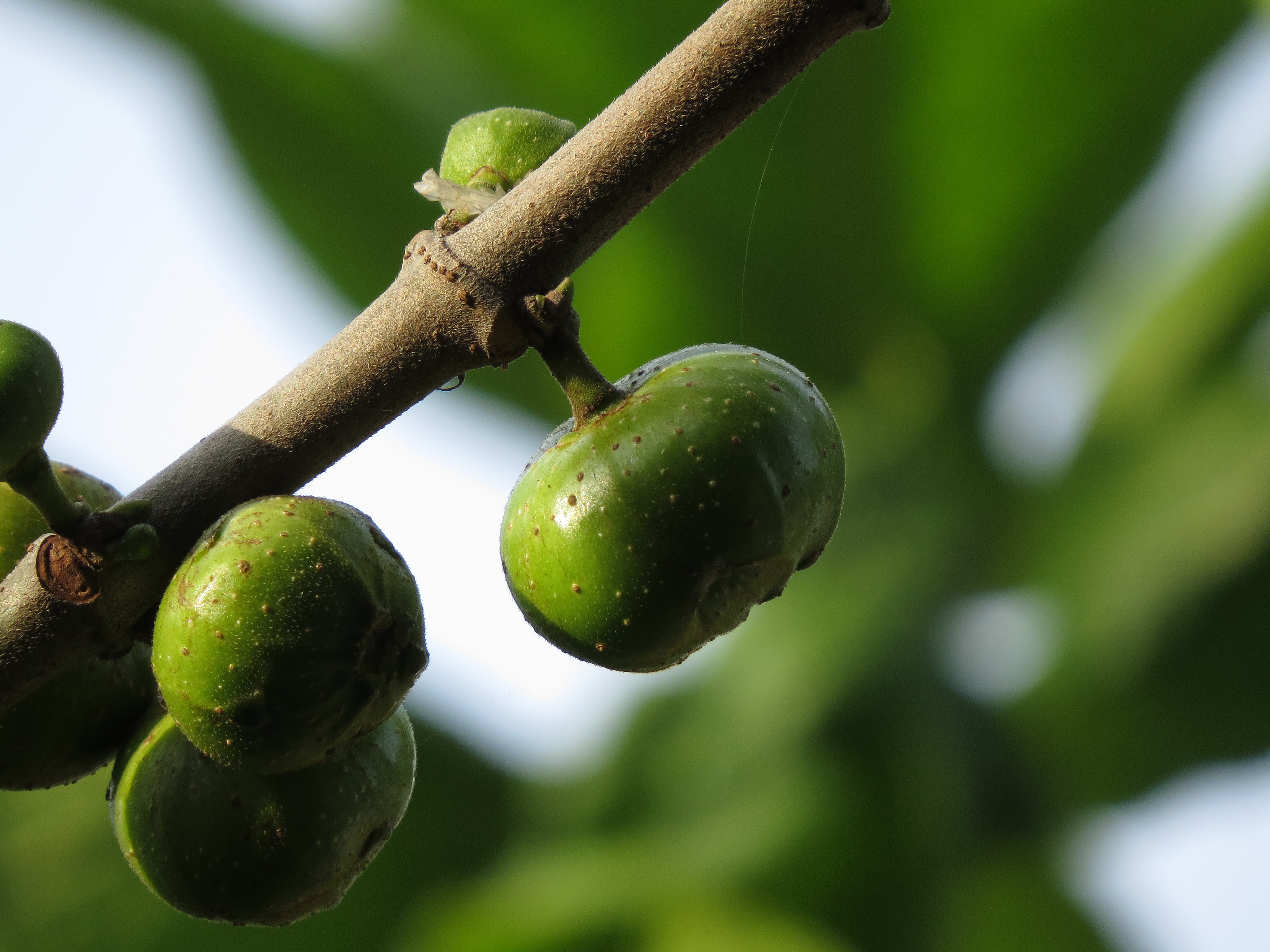
Ficus racemosa

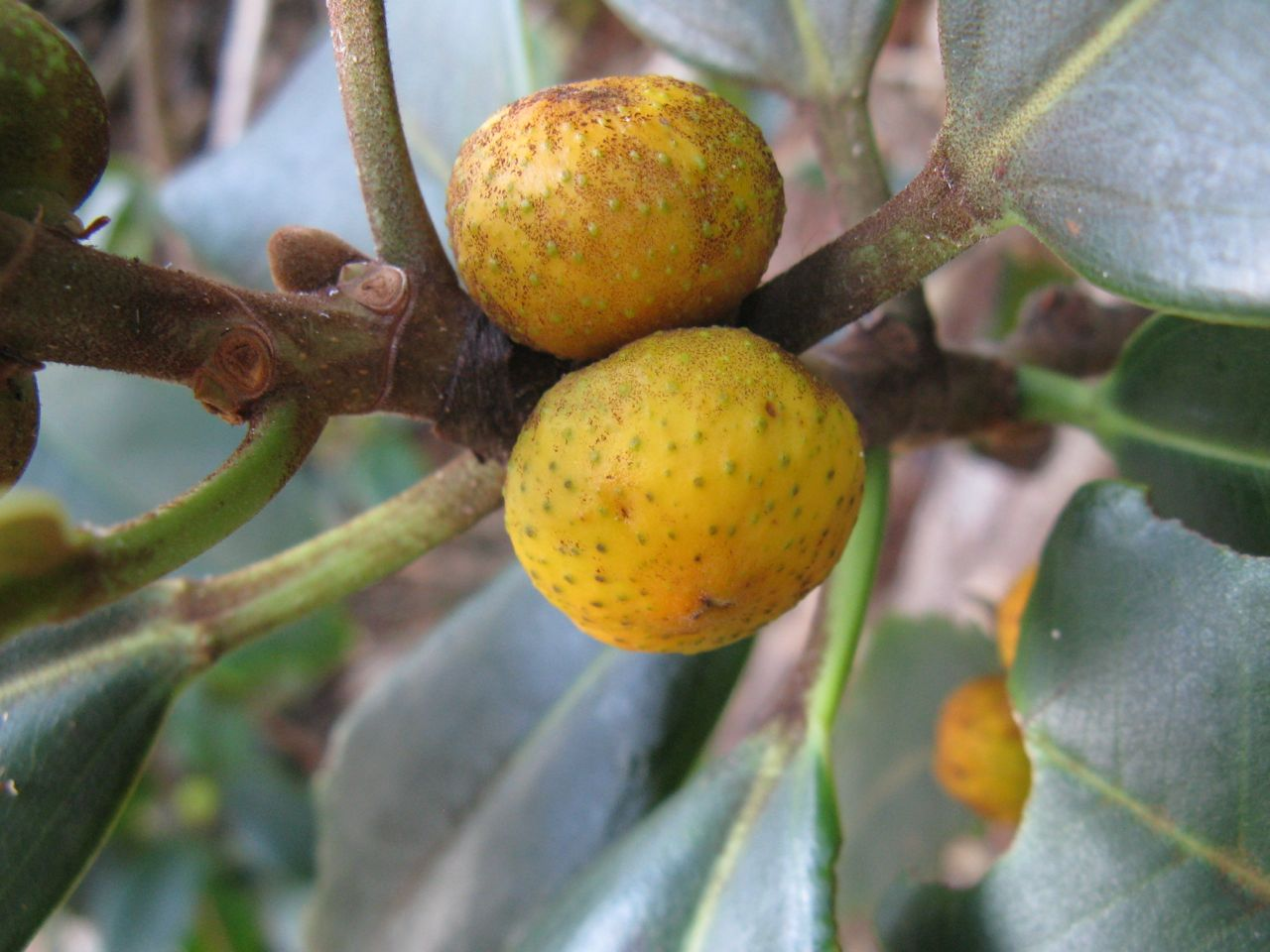
Ficus rubiginosa

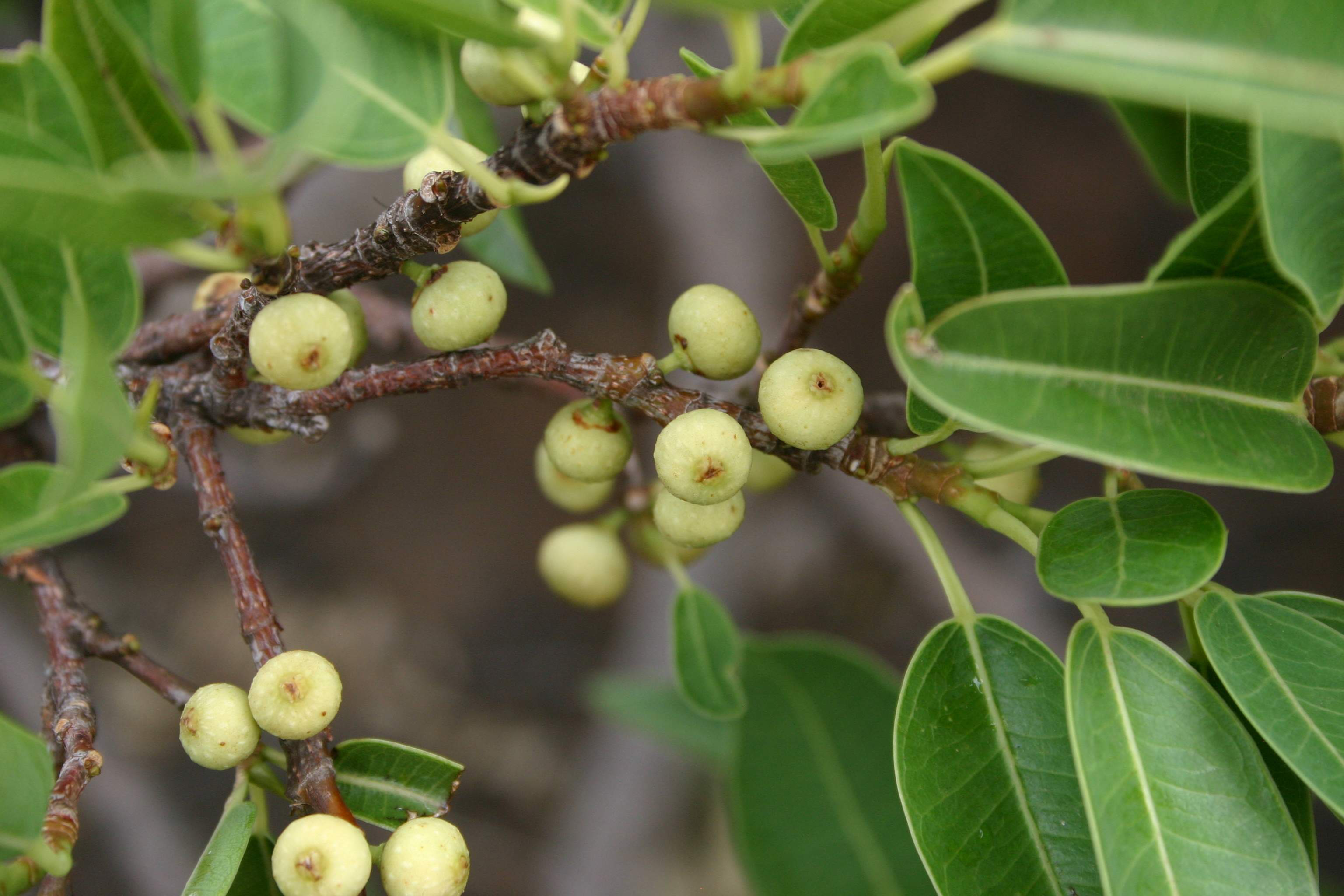
Ficus salicifolia

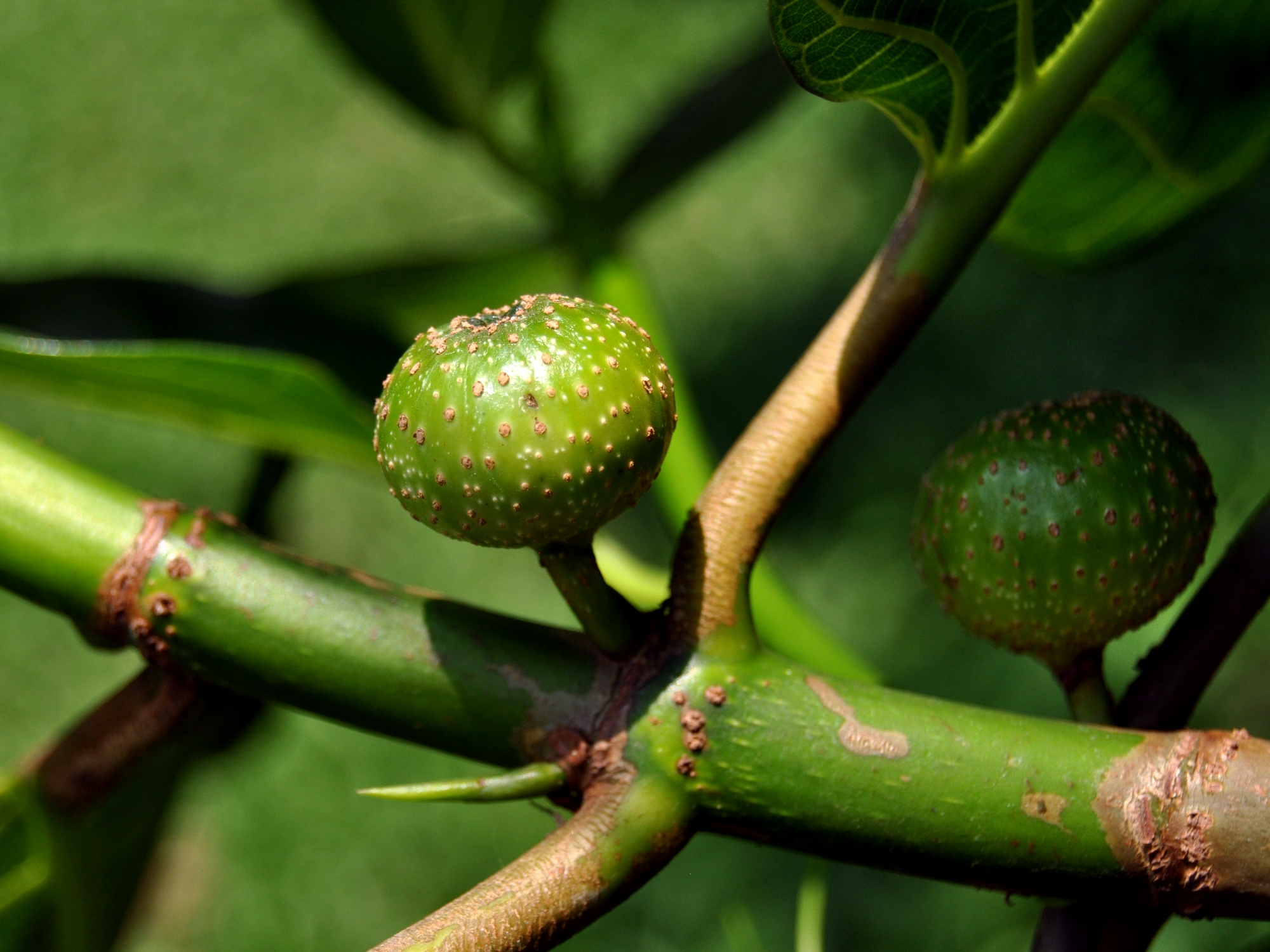
Ficus septica

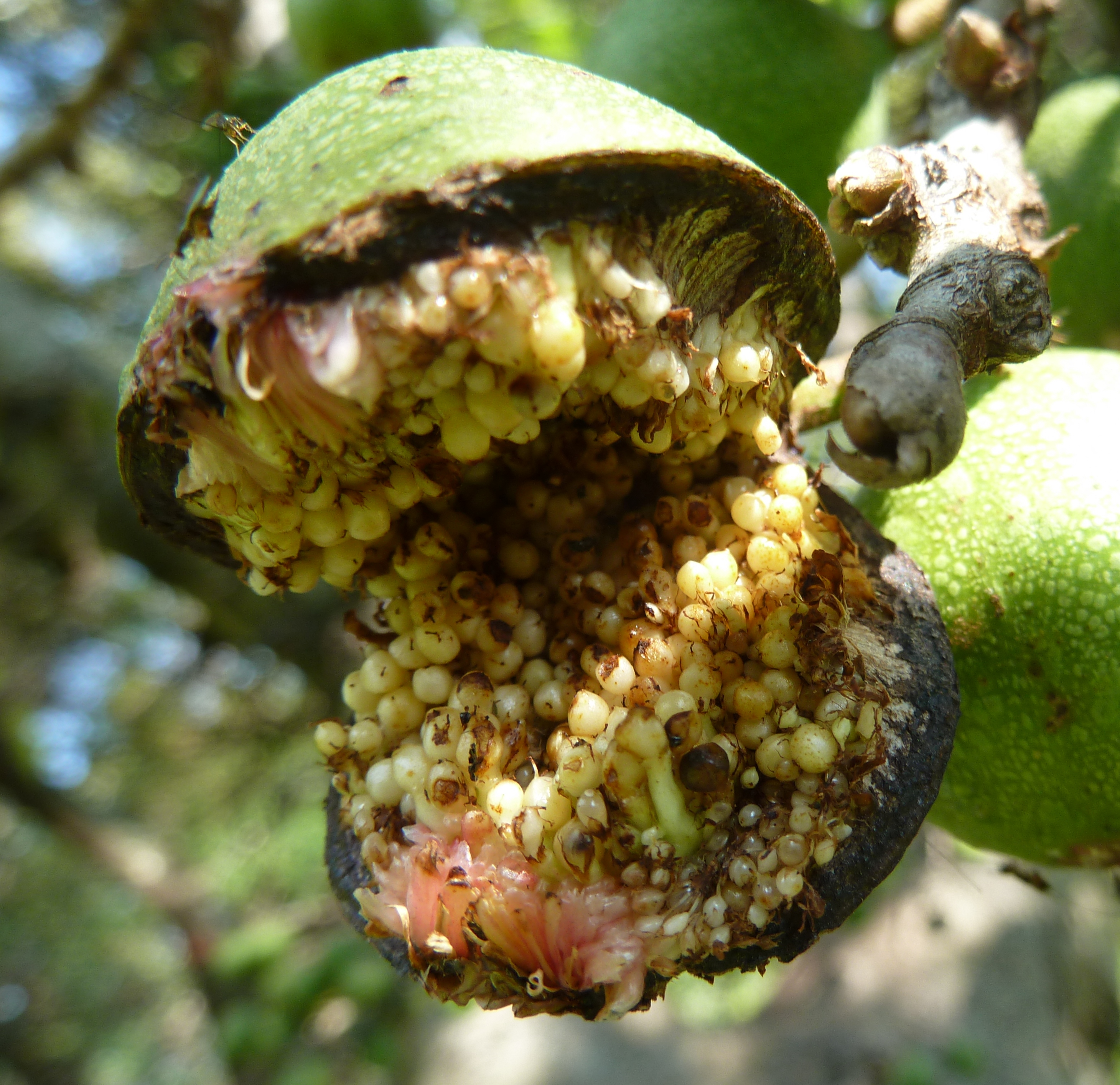
Ficus sur

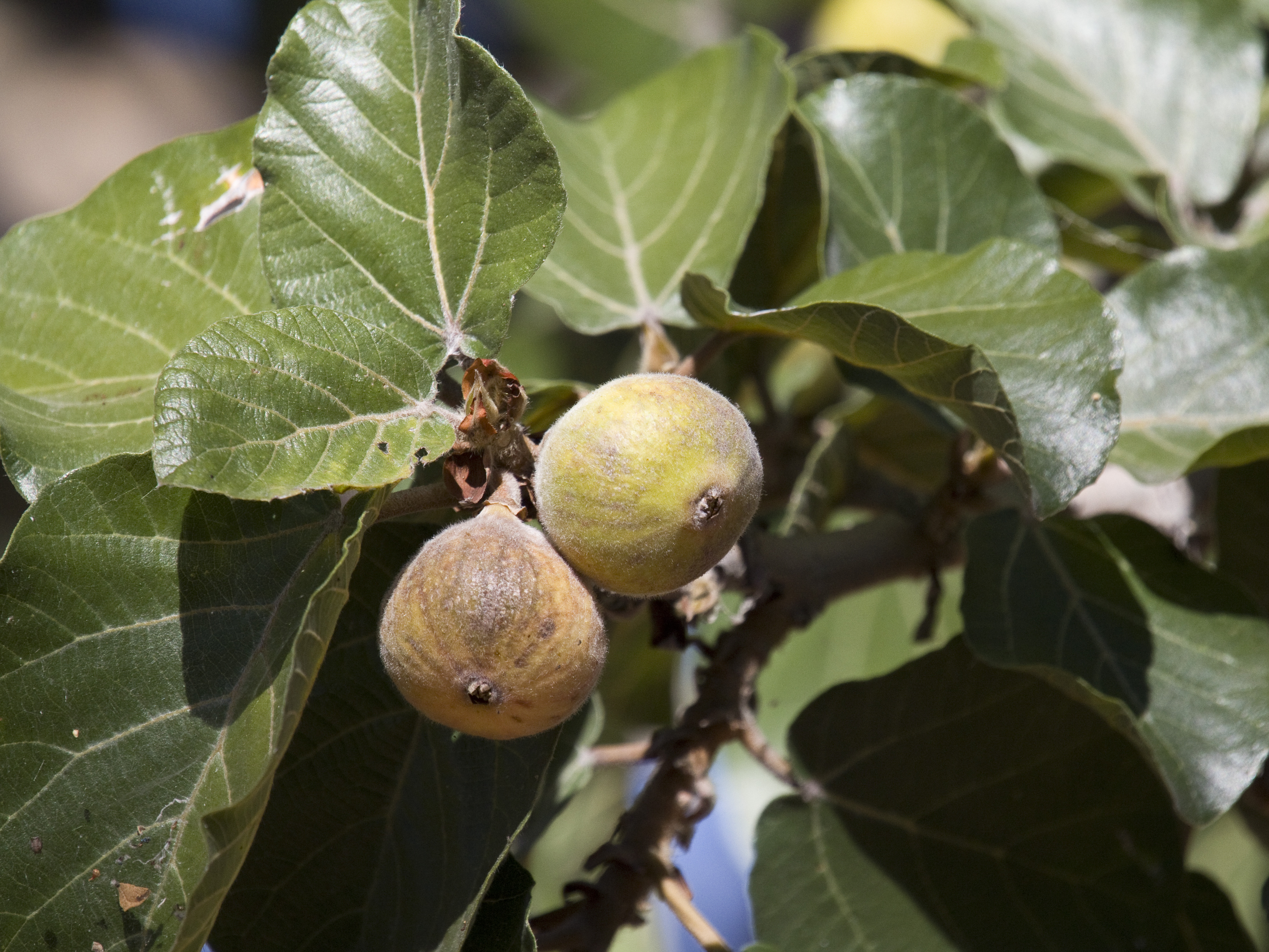
Ficus sycomorus

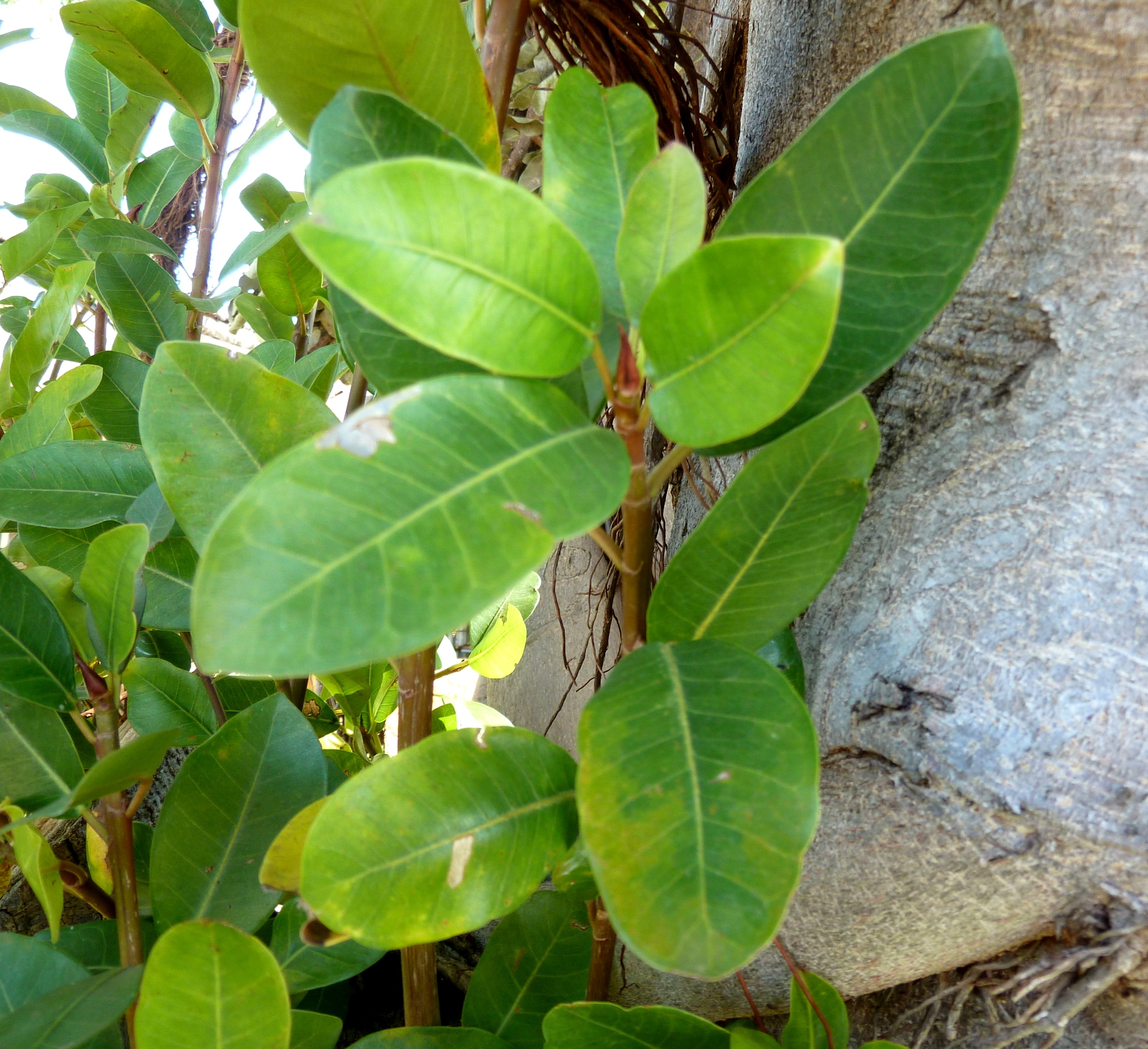
Ficus thonningii

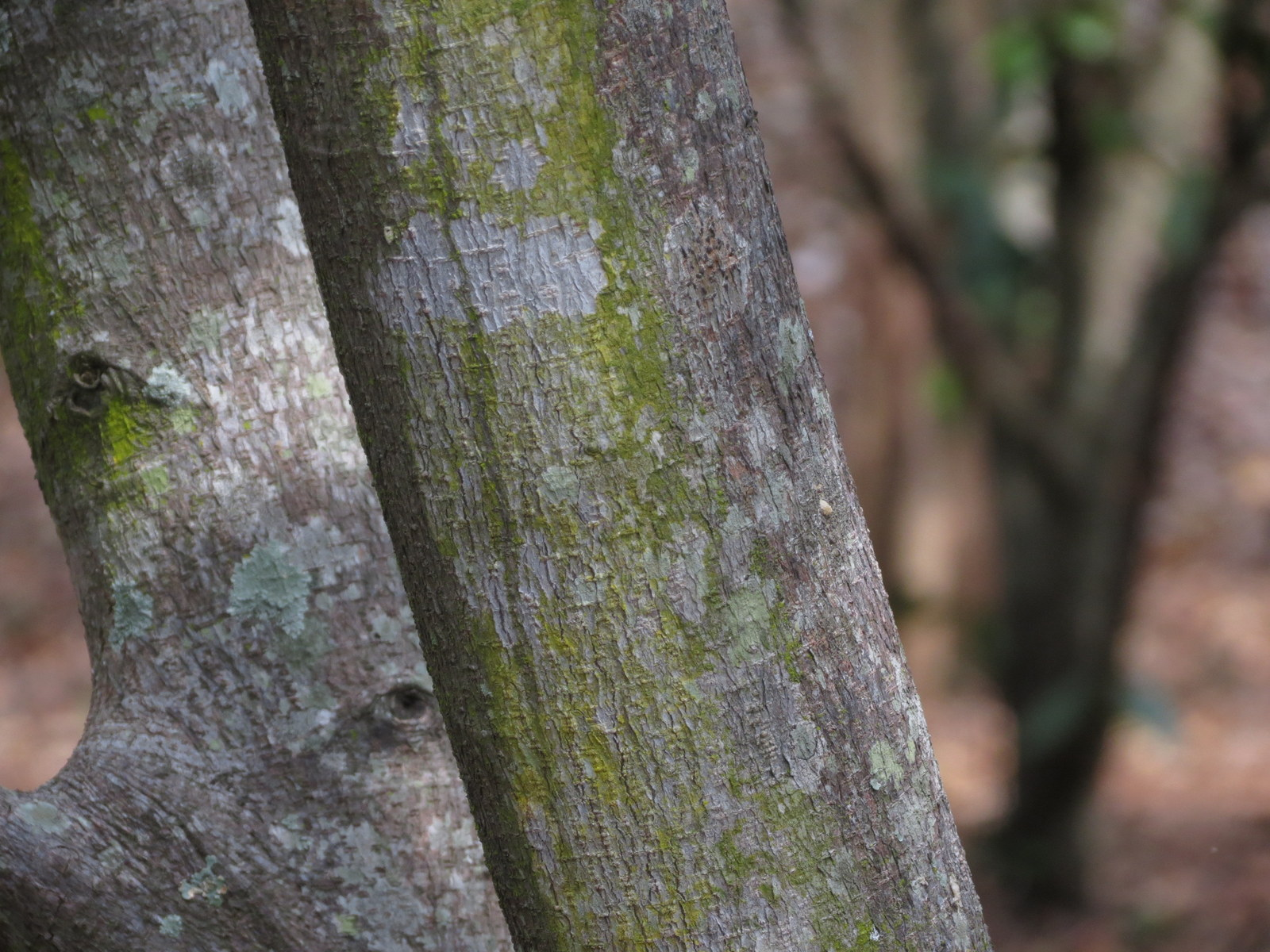
Ficus tsjakela

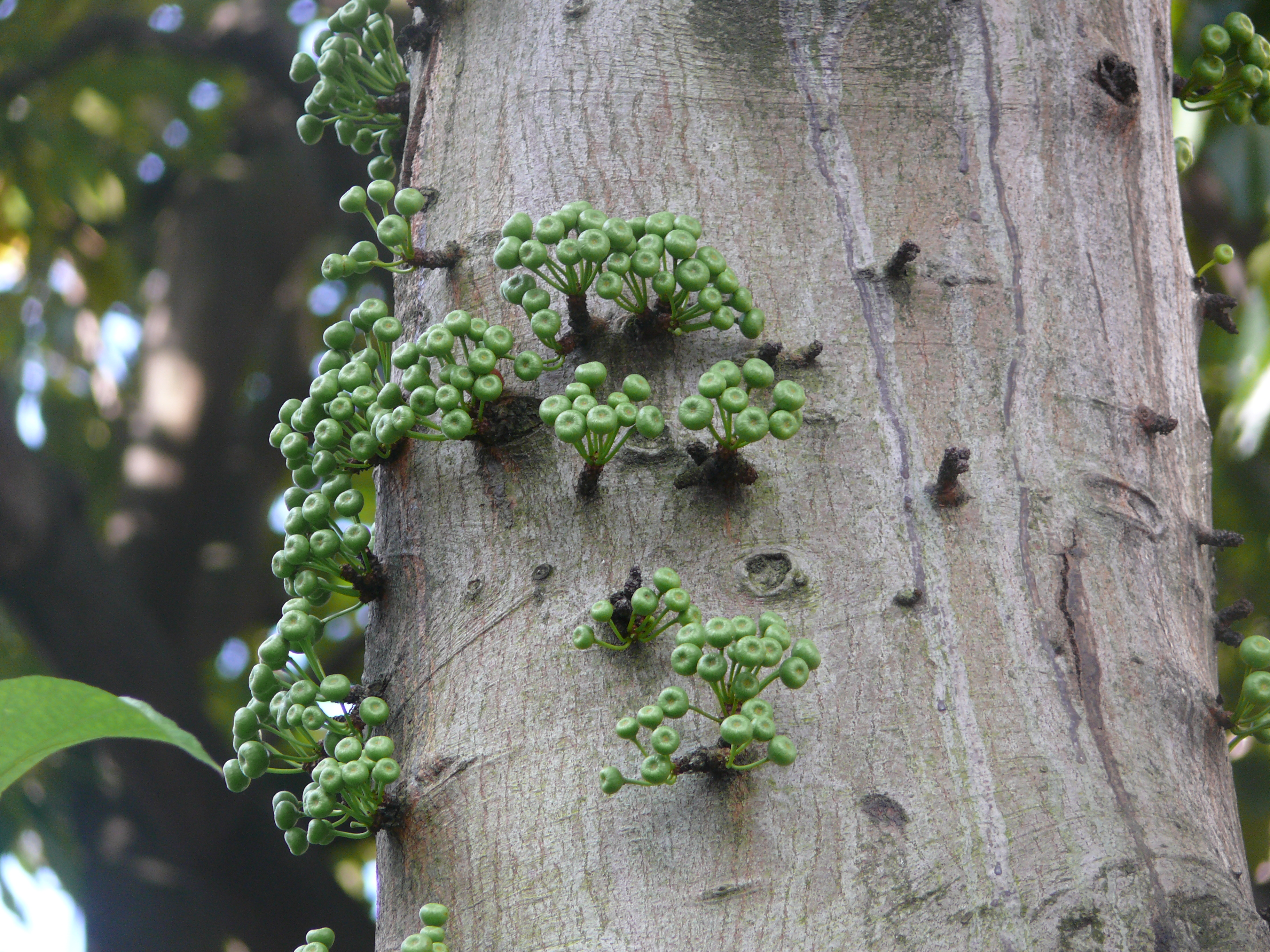
Ficus variegata

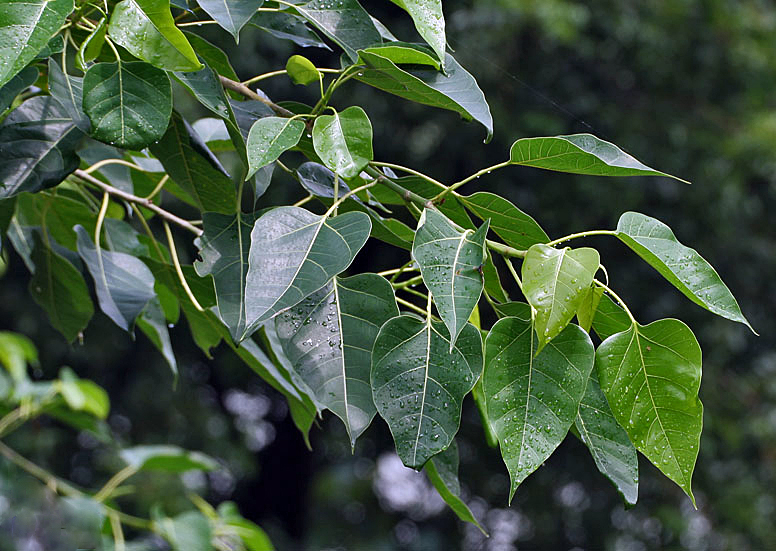
Ficus virens

- Ficus antandronarum (H.Perrier) C.C.Berg
- Ficus apiocarpa (Miq.) Miq.
- Ficus apollinaris Dugand
- Ficus araneosa King
- Ficus arawaensis Corner
- Ficus arbuscula K.Schum. & Lauterb.
- Ficus archboldiana Summerh.
- Ficus archeri Standl.
- Ficus ardisioides Warb.
- Ficus arfakensis King
- Ficus aripuanensis C.C.Berg & Kooy
- Ficus armitii King
- Ficus arnottiana (Miq.) Miq.
- Ficus aspera G.Forst.
- Ficus asperifolia Miq.
- Ficus asperiuscula Kunth & C.D.Bouché
- Ficus asperula Bureau
- Ficus assimilis Baker
- Ficus atricha D.J.Dixon
- Ficus aurantiacifolia Weiblen & Whitfeld
- Ficus aurata (Miq.) Miq.
- Ficus aurea Nutt.
- Ficus aureobrunnea Pittier
- Ficus aureocordata Corner
- Ficus auricoma Corner ex C.C.Berg
- Ficus auriculata Lour.
- Ficus auriculigera Bureau
- Ficus aurita Blume
- Ficus austrina Corner
- Ficus austrocaledonica Bureau
- Ficus baccaureoides Corner
- Ficus badiopurpurea Diels
- Ficus baeuerlenii King
- Ficus bahiensis C.C.Berg & Carauta
- Ficus bakeri Elmer
- Ficus balete Merr.
- Ficus balica Miq.
- Ficus bambusifolia Seem.
- Ficus banahaensis Elmer
- Ficus banosensis C.C.Berg
- Ficus baola C.C.Berg
- Ficus barba-jovis Corner
- Ficus barclayana (Miq.) Miq.
- Ficus barraui Guillaumin
- Ficus barteri Sprague
- Ficus bataanensis Merr.
- Ficus beccarii King
- Ficus beddomei King
- Ficus beipeiensis S.S.Chang
- Ficus benghalensis L. – figowiec bengalski
- Ficus benguetensis Merr.
- Ficus benjamina L. – figowiec benjamina
- Ficus bernaysii King
- Ficus biakensis C.C.Berg
- Ficus binnendijkii Miq.
- Ficus bivalvata H.Perrier
- Ficus bizanae Hutch. & Burtt Davy
- Ficus blepharophylla Vázq.Avila
- Ficus boanensis C.C.Berg
- Ficus bojeri Baker
- Ficus boliviana C.C.Berg
- Ficus bombuscaroana C.C.Berg
- Ficus bonijesulapensis R.M.Castro
- Ficus boninsimae Koidz.
- Ficus borneensis Kochummen
- Ficus botryocarpa Miq.
- Ficus botryoides Baker
- Ficus bougainvillei Rech.
- Ficus brachyclada Baker
- Ficus brachypoda (Miq.) Miq.
- Ficus bracteata (Miq.) Wall. ex Miq.
- Ficus brandegeei Standl.
- Ficus brasiliensis Link
- Ficus brenesii Standl.
- Ficus brevibracteata W.C.Burger
- Ficus brittonii Bold.
- Ficus broadwayi Urb.
- Ficus bruneiensis Corner
- Ficus brunneoaurata Corner
- Ficus bubu Warb.
- Ficus bubulia C.C.Berg
- Ficus bukitrayaensis C.C.Berg
- Ficus bullenei I.M.Johnst.
- Ficus burretiana Mildbr. & Hutch.
- Ficus burtt-davyi Hutch.
- Ficus bussei Warb. ex Mildbr. & Burret
- Ficus caatingae R.M.Castro
- Ficus caballina Standl.
- Ficus cahuitensis C.C.Berg
- Ficus calcarata Corner
- Ficus calcicola Corner
- Ficus caldasiana Dugand
- Ficus calimana Dugand
- Ficus callophylla Blume
- Ficus callosa Willd.
- Ficus calopilina Diels
- Ficus calyculata Mill.
- Ficus calyptrata Vahl
- Ficus calyptroceras (Miq.) Miq.
- Ficus camptandra Diels
- Ficus capillipes Gagnep.
- Ficus capreifolia Delile
- Ficus carautana L.J.Neves & Emygdio
- Ficus carchiana C.C.Berg
- Ficus carica L. – figowiec pospolity
- Ficus carinata C.C.Berg
- Ficus carpentariensis D.J.Dixon
- Ficus carpenteriana Elmer
- Ficus carrii Corner
- Ficus cartagenensis Dugand
- Ficus casapiensis (Miq.) Miq.
- Ficus casearioides King
- Ficus cassidyana Elmer
- Ficus castellviana Dugand
- Ficus catappifolia Kunth & C.D.Bouché
- Ficus cataractorum Vieill. ex Bureau
- Ficus cataupi Elmer
- Ficus caulocarpa (Miq.) Miq.
- Ficus cauta Corner
- Ficus cavernicola C.C.Berg
- Ficus cavronii Carrière
- Ficus celebensis Corner
- Ficus cerasicarpa D.J.Dixon
- Ficus cereicarpa Corner
- Ficus ceronii C.C.Berg
- Ficus cervantesiana Standl. & L.O.Williams
- Ficus cestrifolia Schott
- Ficus chaetostyla Diels
- Ficus chapaensis Gagnep.
- Ficus chaparensis C.C.Berg & Villav.
- Ficus chaponensis Dugand
- Ficus chartacea (Wall. ex Kurz) Wall. ex King
- Ficus chirindensis C.C.Berg
- Ficus chlamydocarpa Mildbr. & Burret
- Ficus chocoensis Dugand
- Ficus christianii Carauta
- Ficus chrysochaete Corner
- Ficus chrysolepis Miq.
- Ficus cinnamomea Corner
- Ficus citrifolia Mill.
- Ficus clusiifolia Schott
- Ficus coerulescens (Rusby) Rossberg
- Ficus colobocarpa (Diels ex Corner) C.C.Berg
- Ficus colubrinae Standl.
- Ficus comitis King
- Ficus complexa Corner
- Ficus concinna (Miq.) Miq.
- Ficus congesta Roxb.
- Ficus conglobata King
- Ficus conocephalifolia Ridl.
- Ficus conraui Warb.
- Ficus consociata Blume
- Ficus copiosa Steud.
- Ficus cordata Thunb.
- Ficus cordatula Merr.
- Ficus corneri Kochummen
- Ficus corneriana C.C.Berg
- Ficus coronaria King
- Ficus coronata Spin
- Ficus coronulata Miq.
- Ficus costaricana (Liebm.) Miq.
- Ficus costata Aiton
- Ficus cotinifolia Kunth
- Ficus cotopaxiensis C.C.Berg
- Ficus crassicosta Warb.
- Ficus crassinervia Desf. ex Willd.
- Ficus crassipes F.M.Bailey
- Ficus crassiramea (Miq.) Miq.
- Ficus crassiuscula Warb. ex Standl.
- Ficus craterostoma Warb. ex Mildbr. & Burret
- Ficus cremersii C.C.Berg
- Ficus crescentioides Bureau
- Ficus crocata (Miq.) Mart. ex Miq.
- Ficus cryptosyce Corner
- Ficus cuatrecasasiana Dugand
- Ficus cucurbitina King
- Ficus cumingii Miq.
- Ficus cundinamarcensis Dugand
- Ficus cupulata Haines
- Ficus curtipes Corner
- Ficus cuspidata Reinw. ex Blume
- Ficus cyathistipula Warb.
- Ficus cyathistipuloides De Wild.
- Ficus cyclophylla (Miq.) Miq.
- Ficus cynaroides Corner
- Ficus cyrtophylla (Wall. ex Miq.) Miq.
- Ficus daimingshanensis S.S.Chang
- Ficus dalbertisii King
- Ficus dalhousiae Miq.
- Ficus dammaropsis Diels
- Ficus danielis Dugand
- Ficus davidsoniae Standl.
- Ficus decipiens Reinw. ex Blume
- Ficus delosyce Corner
- Ficus deltoidea Jack
- Ficus dendrocida Kunth
- Ficus densechini Corner
- Ficus densifolia Miq.
- Ficus densistipulata De Wild.
- Ficus depressa Blume
- Ficus destruens F.Muell. ex C.T.White
- Ficus detonsa Corner
- Ficus devestiens Corner
- Ficus diamantiphylla Corner
- Ficus diandra Corner
- Ficus dicranostyla Mildbr.
- Ficus dimorpha King
- Ficus dinganensis S.S.Chang
- Ficus dissipata Corner
- Ficus disticha Blume
- Ficus distichoidea Diels
- Ficus diversiformis Miq.
- Ficus dodsonii C.C.Berg
- Ficus donnell-smithii Standl.
- Ficus drupacea Thunb.
- Ficus dryepondtiana Gentil
- Ficus duartei C.C.Berg & Carauta
- Ficus dubia Wall. ex King
- Ficus duckeana C.C.Berg & J.E.L.Ribeiro
- Ficus dugandii Standl.
- Ficus dulciaria Dugand
- Ficus dzumacensis Guillaumin
- Ficus ecuadorensis C.C.Berg
- Ficus edanoi Merr.
- Ficus edelfeltii King
- Ficus elastica Roxb. ex Hornem. – figowiec sprężysty
- Ficus elasticoides De Wild.
- Ficus eliadis Standl.
- Ficus elmeri Merr.
- Ficus endochaete Summerh.
- Ficus endospermifolia Corner
- Ficus enormis (Miq.) Miq.
- Ficus erecta Thunb.
- Ficus erinobotrya Corner
- Ficus erythrosperma Miq.
- Ficus esquiroliana H.Lév.
- Ficus estanislana Dugand
- Ficus eumorpha Corner
- Ficus eustephana Diels
- Ficus exasperata Vahl
- Ficus excavata King
- Ficus eximia Schott
- Ficus faulkneriana C.C.Berg
- Ficus fergusonii (King) T.B.Worth. ex Corner
- Ficus filicauda Hand.-Mazz.
- Ficus fischeri Warb. ex Mildbr. & Burret
- Ficus fiskei Elmer
- Ficus fistulosa Reinw. ex Blume
- Ficus flagellaris Diels
- Ficus floccifera Diels
- Ficus floresana C.C.Berg
- Ficus formosana Maxim.
- Ficus forstenii Miq.
- Ficus francisci H.J.P.Winkl.
- Ficus francoae C.C.Berg
- Ficus fraseri Miq.
- Ficus fresnoensis Dugand
- Ficus fulva Reinw. ex Blume
- Ficus fulvopilosa Summerh.
- Ficus funiculicaulis C.C.Berg
- Ficus funiculosa Corner
- Ficus fuscata Summerh.
- Ficus fuscescens (Liebm.) Miq.
- Ficus fusuiensis S.S.Chang
- Ficus gamostyla Kochummen
- Ficus gasparriniana Miq.
- Ficus geniculata Kurz
- Ficus geocarpa Teijsm. ex Miq.
- Ficus geocharis Corner
- Ficus gibbsiae Ridl.
- Ficus gigantifolia Merr.
- Ficus gigantosyce Dugand
- Ficus gilapong Miq.
- Ficus glaberrima Blume
- Ficus glabristipulata C.C.Berg
- Ficus glandifera Summerh.
- Ficus glandulifera (Wall. ex Miq.) King
- Ficus glareosa Elmer
- Ficus globosa Blume
- Ficus glumosa Delile
- Ficus godeffroyi Warb.
- Ficus gomelleira Kunth & C.D.Bouché
- Ficus goniophylla Corner
- Ficus gracilis Pittier
- Ficus gracillima Diels
- Ficus granatum G.Forst.
- Ficus grandiflora Corner
- Ficus gratiosa Corner
- Ficus greenwoodii Summerh.
- Ficus grevei Baill.
- Ficus grewiifolia Blume
- Ficus griffithii (Miq.) Miq.
- Ficus grossularioides Burm.f.
- Ficus gryllus Corner
- Ficus guajavoides Lundell
- Ficus guangxiensis S.S.Chang
- Ficus guatiquiae Dugand
- Ficus guayaquilensis Dugand
- Ficus guizhouensis X.S.Zhang
- Ficus gul K.Schum. & Lauterb.
- Ficus guntheri J.H.Torres
- Ficus gymnorygma Summerh.
- Ficus habrophylla G.Benn. ex Seem.
- Ficus hadroneura Diels
- Ficus hahliana Diels
- Ficus halmaherae Corner
- Ficus hartwegii Miq.
- Ficus hatschbachii C.C.Berg & Carauta
- Ficus hebetifolia Dugand
- Ficus hederacea Roxb.
- Ficus hemsleyana King
- Ficus henryi Warb. ex Diels
- Ficus herthae Diels
- Ficus hesperia Corner
- Ficus hesperidiiformis King
- Ficus heteromorpha Hemsl.
- Ficus heterophylla L.f.
- Ficus heteropleura Blume – figowiec czepny
- Ficus heteropoda Miq.
- Ficus heteroselis Bureau
- Ficus hirsuta Schott
- Ficus hirta Vahl
- Ficus hispida L.f.
- Ficus holosericea Schott
- Ficus hombroniana Corner
- Ficus hookeriana Corner
- Ficus hotteana Ekman ex Rossbach
- Ficus huilensis Dugand
- Ficus humbertii C.C.Berg
- Ficus hurlimannii Guillaumin
- Ficus hypobrunnea Corner
- Ficus hypogaea King
- Ficus hypophaea Schltr. ex Diels
- Ficus ihuensis Summerh.
- Ficus iidaiana Rehder & E.H.Wilson
- Ficus ilias-paiei Kochummen
- Ficus ilicina (Sond.) Miq.
- Ficus illiberalis Corner
- Ficus imbricata Corner
- Ficus immanis Corner
- Ficus inaequifolia Elmer
- Ficus inaequipetiolata Merr.
- Ficus indigofera Rech.
- Ficus ingens (Miq.) Miq.
- Ficus insculpta Summerh.
- Ficus insipida Willd.
- Ficus intramarginalis Miq.
- Ficus involucrata Blume
- Ficus iodotricha Diels
- Ficus ischnopoda Miq.
- Ficus itoana Diels
- Ficus ixoroides Corner
- Ficus izabalana Lundell
- Ficus jacobii Vázq.Avila
- Ficus jacobsii C.C.Berg
- Ficus jaheriana Corner
- Ficus jansii Boutique
- Ficus jaramilloi Dugand
- Ficus jimiensis C.C.Berg
- Ficus johannis Boiss.
- Ficus jonesii Standl.
- Ficus juglandiformis King
- Ficus kalimantana C.C.Berg
- Ficus kamerunensis Warb. ex Mildbr. & Burret
- Ficus karthalensis C.C.Berg
- Ficus katendei Verdc.
- Ficus kerkhovenii Koord. & Valeton
- Ficus kjellbergii Corner
- Ficus kochummeniana C.C.Berg
- Ficus kofmaniae C.C.Berg
- Ficus koutumensis Corner
- Ficus krukovii Standl.
- Ficus kuchinensis C.C.Berg
- Ficus kurzii King
- Ficus lacor Buch.-Ham.
- Ficus lacunata Kvitvik
- Ficus laevicarpa Elmer
- Ficus laevis Blume
- Ficus lagoensis C.C.Berg & Carauta
- Ficus lamponga Miq.
- Ficus lanata Blume
- Ficus lancibracteata Corner
- Ficus langkokensis Drake
- Ficus lapathifolia (Liebm.) Miq.
- Ficus lasiocarpa Miq.
- Ficus lasiosyce J.A.González & Poveda
- Ficus lateriflora Vahl
- Ficus latimarginata Corner
- Ficus laureola Warb. ex C.C.Berg & Carauta
- Ficus lauretana Vázq.Avila
- Ficus laurifolia Lam.
- Ficus lawesii King
- Ficus lawrancei Standl.
- Ficus lehmannii Standl.
- Ficus leiocarpa (Bureau) Warb.
- Ficus leiophylla C.C.Berg
- Ficus leonensis Hutch.
- Ficus lepicarpa Blume
- Ficus leptocalama Corner
- Ficus leptoclada Benth.
- Ficus leptodictya Diels
- Ficus leptogramma Corner
- Ficus lifouensis Corner
- Ficus lilliputiana D.J.Dixon
- Ficus limosa C.C.Berg
- Ficus linearifolia Elmer
- Ficus lingua Warb. ex De Wild. & T.Durand
- Ficus litseifolia Corner
- Ficus longibracteata Corner
- Ficus longicuspidata Warb.
- Ficus longifolia Schott
- Ficus longistipulata Kochummen
- Ficus louisii Boutique & J.Léonard
- Ficus louretana Vasquez
- Ficus lowii King
- Ficus loxensis C.C.Berg
- Ficus lumutana C.C.Berg
- Ficus luschnathiana (Miq.) Miq.
- Ficus lutea Vahl
- Ficus lyrata Warb. – figowiec dębolistny
- Ficus macbridei Standl.
- Ficus machetana Dugand
- Ficus machupicchuensis C.C.Berg
- Ficus macilenta King
- Ficus maclellandii King
- Ficus macrophylla Desf. ex Pers. – figowiec wielkolistny
- Ficus macrorrhyncha Lauterb. & K.Schum.
- Ficus macrostyla Corner
- Ficus macrothyrsa Corner
- Ficus madagascariensis C.C.Berg
- Ficus magdalenica Dugand
- Ficus magnoliifolia Blume
- Ficus magwana C.C.Berg
- Ficus maialis Guillaumin
- Ficus maitin Pittier
- Ficus malayana C.C.Berg & Chantaras.
- Ficus manuselensis C.C.Berg
- Ficus mariae C.C.Berg, Emygdio & Carauta
- Ficus marmorata Bojer ex Baker
- Ficus maroma A.Cast.
- Ficus maroniensis Benoist
- Ficus masonii Horne ex Baker
- Ficus matanoensis C.C.Berg
- Ficus mathewsii (Miq.) Miq.
- Ficus matiziana Dugand
- Ficus mauritiana Lam.
- Ficus maxima Mill.
- Ficus maximoides C.C.Berg
- Ficus megaleia Corner
- Ficus megalophylla Diels
- Ficus meistosyce Standl. & L.O.Williams
- Ficus melinocarpa Blume
- Ficus membranacea C.Wright
- Ficus menabeensis H.Perrier
- Ficus merrittii Merr.
- Ficus microcarpa L.f.
- Ficus microclada Dugand
- Ficus microdictya Diels
- Ficus microphylla Salzm. ex Miq.
- Ficus microsphaera Warb.
- Ficus microsyce Ridl.
- Ficus microtophora Corner
- Ficus midotis Corner
- Ficus minahassae (Teijsm. & Vriese) Miq.
- Ficus miqueliana C.C.Berg
- Ficus mollicula Pittier
- Ficus mollior F.Muell. ex Benth.
- Ficus mollis Vahl
- Ficus mollissima Ridl.
- Ficus montana Burm.f. – figowiec górski
- Ficus morobensis C.C.Berg
- Ficus mucuso Welw. ex Ficalho
- Ficus muelleriana C.C.Berg
- Ficus multistipularis Merr.
- Ficus mutabilis Bureau
- Ficus mutisii Dugand
- Ficus myiopotamica C.C.Berg
- Ficus nana Corner
- Ficus napoensis S.S.Chang
- Ficus nasuta Summerh.
- Ficus natalensis Hochst.
- Ficus neriifolia Sm.
- Ficus nervosa B.Heyne ex Roth
- Ficus nigropunctata Warb. ex Mildbr. & Burret
- Ficus nishimurae Koidz.
- Ficus nitidifolia Bureau
- Ficus nodosa Teijsm. & Binn.
- Ficus nota (Blanco) Merr.
- Ficus novae-georgiae Corner
- Ficus novahibernica Corner
- Ficus numphaeifolia L.
- Ficus nymphaeifolia Mill.
- Ficus obliqua G.Forst.
- Ficus obpyramidata King
- Ficus obscura Blume
- Ficus obtusifolia Kunth
- Ficus obtusiuscula (Miq.) Miq.
- Ficus ochracea (C.C.Berg) C.C.Berg
- Ficus ocoana Dugand
- Ficus odoardii King
- Ficus odorata (Blanco) Merr.
- Ficus oleifolia King
- Ficus oleracea Corner
- Ficus opposita Miq.
- Ficus oreodryadum Mildbr.
- Ficus oreophila Ridl.
- Ficus oresbia C.C.Berg
- Ficus orocuensis Dugand
- Ficus orthoneura H.Lév. & Vaniot
- Ficus osensis C.C.Berg
- Ficus otophora Corner & Guillaumin
- Ficus otophoroides Corner
- Ficus ottoniifolia Miq.
- Ficus ovatacuta Corner
- Ficus ovatifolia S.S.Chang
- Ficus oxymitroides Corner
- Ficus pachyclada Baker
- Ficus pachyneura C.C.Berg
- Ficus pachyrrhachis K.Schum. & Lauterb.
- Ficus pachysycia Diels ex Corner
- Ficus padana Burm.f.
- Ficus pakkensis Standl.
- Ficus pallescens (Weiblen) C.C.Berg
- Ficus pallida Vahl
- Ficus palmata Forssk.
- Ficus palmeri S.Watson
- Ficus paludica Standl.
- Ficus pancheriana Bureau
- Ficus pandurata Hance
- Ficus pantoniana King
- Ficus panurensis Standl.
- Ficus paoana C.C.Berg
- Ficus papuana Corner
- Ficus paracamptophylla Corner
- Ficus paraensis (Miq.) Miq.
- Ficus parietalis Blume
- Ficus parvibracteata Corner
- Ficus pastasana C.C.Berg
- Ficus patellata Corner
- Ficus pedunculosa Miq.
- Ficus pellucidopunctata Griff.
- Ficus pendens Corner
- Ficus perfulva Elmer ex Merr.
- Ficus periptera D.Fang & D.H.Qin
- Ficus pertusa L.f.
- Ficus petiolaris Kunth
- Ficus phaeobullata Corner
- Ficus phaeosyce K.Schum. & Lauterb.
- Ficus phanrangensis Gagnep.
- Ficus phatnophylla Diels
- Ficus pilulifera Corner
- Ficus piresiana Vázq.Avila & C.C.Berg
- Ficus pisifera Wall. ex Voigt
- Ficus pisocarpa Blume
- Ficus platyphylla Delile
- Ficus platypoda (Miq.) A.Cunn. ex Miq.
- Ficus pleiadenia Diels
- Ficus pleurocarpa F.Muell.
- Ficus pleyteana Corner
- Ficus podocarpifolia Corner
- Ficus polita Vahl
- Ficus politoria Lam.
- Ficus polyantha Warb.
- Ficus polynervis S.S.Chang
- Ficus polyphlebia Baker
- Ficus popayanensis Standl.
- Ficus popenoei Standl.
- Ficus populifolia Vahl
- Ficus porphyrochaete Corner
- Ficus porrecta (Corner) C.C.Berg
- Ficus praestans Corner
- Ficus praetermissa Corner
- Ficus preussii Warb.
- Ficus primaria Corner
- Ficus pritchardii Seem.
- Ficus profusa Corner
- Ficus prolixa G.Forst.
- Ficus prostrata (Wall. ex Miq.) Buch.-Ham. ex Miq.
- Ficus pseudojaca Corner
- Ficus pseudomangifera Hutch.
- Ficus pseudopalma Blanco
- Ficus pseudowassa Corner
- Ficus pteroporum Guillaumin
- Ficus pubigera (Wall. ex Miq.) Brandis
- Ficus pubilimba Merr.
- Ficus pulchella Schott ex Spreng.
- Ficus pumila L. – figowiec pnący
- Ficus punctata Thunb.
- Ficus pungens Reinw. ex Blume
- Ficus pustulata Elmer
- Ficus pygmaea Welw. ex Hiern
- Ficus pyriformis Hook. & Arn.
- Ficus quercetorum Corner
- Ficus quichauensis S.S.Chang
- Ficus quichuana C.C.Berg
- Ficus quijosana C.C.Berg
- Ficus quistocochensis C.C.Berg
- Ficus racemigera Bureau
- Ficus racemosa L. – figowiec groniasty
- Ficus recurva Blume
- Ficus recurvata De Wild.
- Ficus reflexa Thunb.
- Ficus religiosa L. – figowiec pagodowy
- Ficus remifolia Corner ex C.C.Berg
- Ficus repens Roxb. ex Sm.
- Ficus retusa L.
- Ficus rheedei J.Graham
- Ficus rhizophoriphylla King
- Ficus ribes Reinw. ex Blume
- Ficus richteri Dugand
- Ficus ridleyana C.C.Berg & Chantaras.
- Ficus rieberiana C.C.Berg
- Ficus riedelii Teijsm. ex Miq.
- Ficus rigo F.M.Bailey
- Ficus rimacana C.C.Berg
- Ficus rivularis Merr.
- Ficus robusta Corner
- Ficus romeroi Dugand
- Ficus roraimensis C.C.Berg
- Ficus rosulata C.C.Berg
- Ficus rubiginosa Desf. ex Vent.
- Ficus rubra Vahl
- Ficus rubrijuvenis Weiblen & Whitfeld
- Ficus rubrivestimenta Weiblen & Whitfeld
- Ficus rubrocuspidata Corner
- Ficus rubromidotis Corner
- Ficus rubrosyce C.C.Berg
- Ficus ruficaulis Merr.
- Ficus ruginervia Corner
- Ficus rumphii Blume
- Ficus ruyuanensis X.S.Zhang
- Ficus rzedowskiana Carvajal & Cuevas-Figueroa
- Ficus sabahana Kochummen
- Ficus saccata Corner
- Ficus sageretina Diels
- Ficus sagittata Vahl
- Ficus salicaria C.C.Berg
- Ficus salomonensis Rech.
- Ficus samoensis Summerh.
- Ficus sandanakana C.C.Berg
- Ficus sangumae Weiblen & Whitfeld
- Ficus sansibarica Warb.
- Ficus sarawakensis Corner
- Ficus sarmentosa Buch.-Ham. ex Sm.
- Ficus saruensis C.C.Berg
- Ficus satterthwaitei Elmer
- Ficus saurauioides Diels
- Ficus saussureana DC.
- Ficus saxophila Blume
- Ficus scabra G.Forst.
- Ficus scaposa Corner
- Ficus scassellatii Pamp.
- Ficus schefferiana King
- Ficus schippii Standl.
- Ficus schultesii Dugand
- Ficus schumacheri (Liebm.) Griseb.
- Ficus schumanniana Warb.
- Ficus schwarzii Koord.
- Ficus sciaphila Corner
- Ficus sclerosycia C.C.Berg
- Ficus scobina Benth.
- Ficus scopulifera C.C.Berg
- Ficus scortechinii King
- Ficus scott-elliottii Mildbr. & Burret
- Ficus scratchleyana King
- Ficus semicordata Buch.-Ham. ex Sm.
- Ficus semivestita Corner
- Ficus septica Burm.f.
- Ficus serraria Miq.
- Ficus setiflora Stapf
- Ficus setulosa C.C.Berg
- Ficus simplicissima Lour.
- Ficus singalana King
- Ficus sinociliata Z.K.Zhou & M.G.Gilbert
- Ficus sinuata Thunb.
- Ficus smithii Horne ex Baker
- Ficus soatensis Dugand
- Ficus soepadmoi Kochummen
- Ficus sohotonensis C.C.Berg
- Ficus spathulifolia Corner
- Ficus sphenophylla Standl.
- Ficus spiralis Corner
- Ficus squamosa Roxb.
- Ficus stellaris C.C.Berg
- Ficus stenophylla Hemsl.
- Ficus stipata King
- Ficus stolonifera King
- Ficus storckii Seem.
- Ficus stricta (Miq.) Miq.
- Ficus stuhlmannii Warb.
- Ficus subandina Dugand
- Ficus subcaudata C.C.Berg
- Ficus subcongesta Corner
- Ficus subcordata Blume
- Ficus subcostata De Wild.
- Ficus subcuneata Miq.
- Ficus subfulva Corner
- Ficus subgelderi Corner
- Ficus subglabritepala C.C.Berg
- Ficus subincisa Buch.-Ham. ex Sm.
- Ficus sublimbata Corner
- Ficus submontana C.C.Berg
- Ficus subnervosa Corner
- Ficus subpisocarpa Gagnep.
- Ficus subpuberula Corner
- Ficus subsagittifolia Mildbr. ex C.C.Berg
- Ficus subsidens Corner
- Ficus subterranea Corner
- Ficus subtrinervia K.Schum. & Lauterb.
- Ficus subulata Blume
- Ficus suffruticosa Corner
- Ficus sulcata Elmer
- Ficus sumacoana C.C.Berg
- Ficus sumatrana Miq.
- Ficus sundaica Blume
- Ficus superba Miq.
- Ficus supfiana Schltr. ex Diels
- Ficus supperforata Corner
- Ficus sur Forssk.
- Ficus sycomorus L. – figowiec sykomora
- Ficus talbotii King
- Ficus tamayoana Cuev.-Fig. & Carvajal
- Ficus tannoensis Hayata
- Ficus tanypoda Corner
- Ficus tarennifolia Corner
- Ficus tenuicuspidata Corner
- Ficus tepuiensis C.C.Berg & Simonis
- Ficus tequendamae Dugand
- Ficus ternatana (Miq.) Miq.
- Ficus tesselata Warb.
- Ficus tettensis Hutch.
- Ficus thailandica C.C.Berg & S.Gardner
- Ficus theophrastoides Seem.
- Ficus thonningii Blume
- Ficus thunbergii Maxim.
- Ficus tikoua Bureau
- Ficus tiliifolia Baker
- Ficus tinctoria G.Forst.
- Ficus tonduzii Standl.
- Ficus tonsa Miq.
- Ficus torrentium H.Perrier
- Ficus tovarensis Pittier
- Ficus trachycoma Miq.
- Ficus trachypison K.Schum. & Lauterb.
- Ficus trapezicola Dugand
- Ficus travancorica King
- Ficus tremula Warb.
- Ficus treubii King
- Ficus trianae Dugand
- Ficus trichocarpa Blume
- Ficus trichocerasa Diels
- Ficus trichoclada Baker
- Ficus trichopoda Baker
- Ficus tricolor Miq.
- Ficus trigona L.f.
- Ficus trigonata L.
- Ficus trimenii King ex Trimen
- Ficus triradiata Corner
- Ficus tristaniifolia Corner
- Ficus trivia Corner
- Ficus tsiangii Merr. ex Corner
- Ficus tsjahela Burm.f.
- Ficus tsjakela Burm.f.
- Ficus tulipifera Corner
- Ficus tunicata Corner
- Ficus tuphapensis Drake
- Ficus turrialbana W.C.Burger
- Ficus ulmifolia Lam.
- Ficus umbellata Vahl
- Ficus umbonata Reinw. ex Blume
- Ficus uncinata (King) Becc.
- Ficus uniauriculata Warb.
- Ficus uniglandulosa Wall.
- Ficus ursina Standl.
- Ficus usambarensis Warb.
- Ficus vaccinioides Hemsl. & King
- Ficus valaria C.C.Berg
- Ficus vallis-caucae Dugand
- Ficus vallis-choudae Delile
- Ficus variegata Blume
- Ficus variifolia Warb.
- Ficus variolosa Lindl. ex Benth.
- Ficus vasculosa Wall. ex Miq.
- Ficus vasta Forssk.
- Ficus velutina Humb. & Bonpl. ex Willd.
- Ficus venezuelensis C.C.Berg
- Ficus verruculosa Warb.
- Ficus versicolor Bureau
- Ficus verticillaris Corner
- Ficus vieillardiana Bureau
- Ficus villosa Blume
- Ficus virens Aiton
- Ficus virescens Corner
- Ficus virgata Reinw. ex Blume
- Ficus vitiensis Seem.
- Ficus vittata Vázq.Avila
- Ficus vogeliana (Miq.) Miq.
- Ficus voponensis Desv.
- Ficus vrieseana Miq.
- Ficus wakefieldii Hutch.
- Ficus wamanguana Weiblen & Whitfeld
- Ficus warburgii Elmer
- Ficus wassa Roxb.
- Ficus watkinsiana F.M.Bailey
- Ficus webbiana (Miq.) Miq.
- Ficus wildemaniana Warb.
- Ficus xylophylla (Miq.) Wall. ex Miq.
- Ficus yoponensis Desv.
- Ficus ypsilophlebia Dugand
- Ficus yunnanensis S.S.Chang
- Ficus zarzalensis Standl.
- Ficus zuliensis C.C.Berg & Simonis